# Hollandia
Hollandia (hollandul: Nederland), északnyugat-európai ország, alkotmányosan a Holland Királyság része, amelynek további országai Aruba, Curaçao és Sint Maarten a Karib-térségben. Európa egyik legsűrűbben lakott országa.
Európában Hollandia tizenkét tartományból áll. Az ország keleten Németországgal, délen Belgiummal, nyugaton és északon pedig az Északi-tengerrel határos. Tengeri határain is találkozik mindkét országgal valamint az Egyesült Királysággal. Fővárosa és legnagyobb városa Amszterdam, de a kormányzat központja és a parlament Hágában található. A rotterdami kikötő Európa legnagyobb forgalmat lebonyolító kikötője.
Az ország hivatalos nyelve a holland, de az angolt is széles körben beszélik. Frízföld tartományban a fríz a második leggyakrabban használt nyelv. A Karib-térségben a holland és az angol mellett a papiamentót is beszélik.
Területének mintegy 26%-a a tengerszint alatt van, amit gátakkal védenek, a tengertől pedig területeket hódítanak el a polderezés módszerével. A világ második legnagyobb gabona és mezőgazdasági termék exportőre.
Az ország hagyományosan ismert a társadalmi toleranciáról, az abortusz, az eutanázia, a prostitúció legalizálásáról és a liberális drogpolitikáról. 2001-ben az első ország volt a világon, ahol engedélyezték az azonos neműek házasságát. 2023-ban egy huszonkét éves, férfiként született transznemű nőt választottak Miss Hollandiának.
Hollandia az Európai Unió, az Eurózóna, a G10, a NATO, az OECD és a WTO alapító tagja, valamint a schengeni övezet és a benelux államok egyike. Számos nemzetközi szervezet központja található az országban, ezek közül az egyik legjelentősebb a Nemzetközi Bíróság, amely Hágában ülésezik.

## Földrajz
Karibi szigetei közül a legnagyobb Aruba, Curaçao, Sint Maarten. Bonaire, Sint Eustatius és Saba – 2010-ben Hollandia speciális községei lettek.

### Domborzat

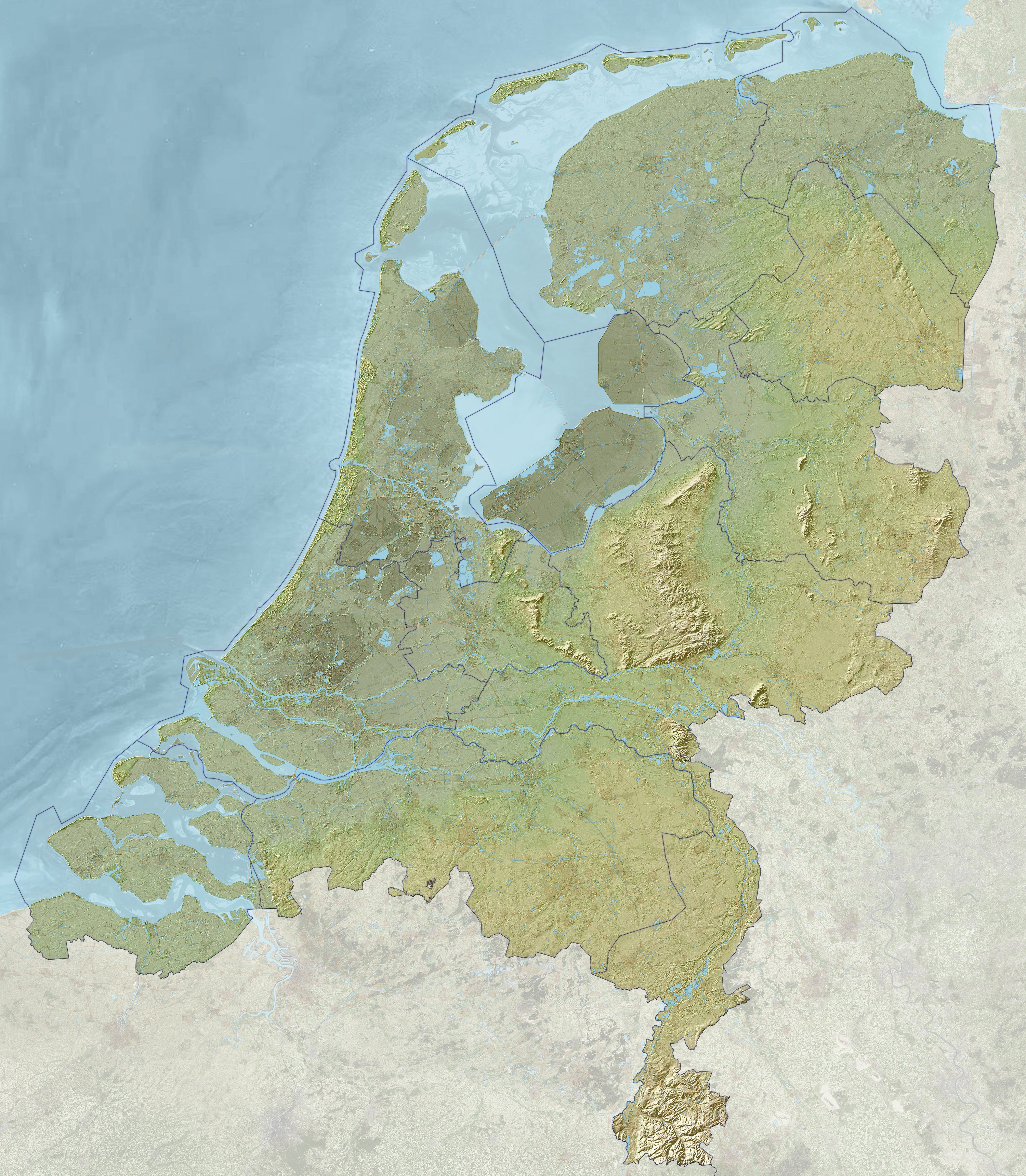
Hollandia domborzati térképe

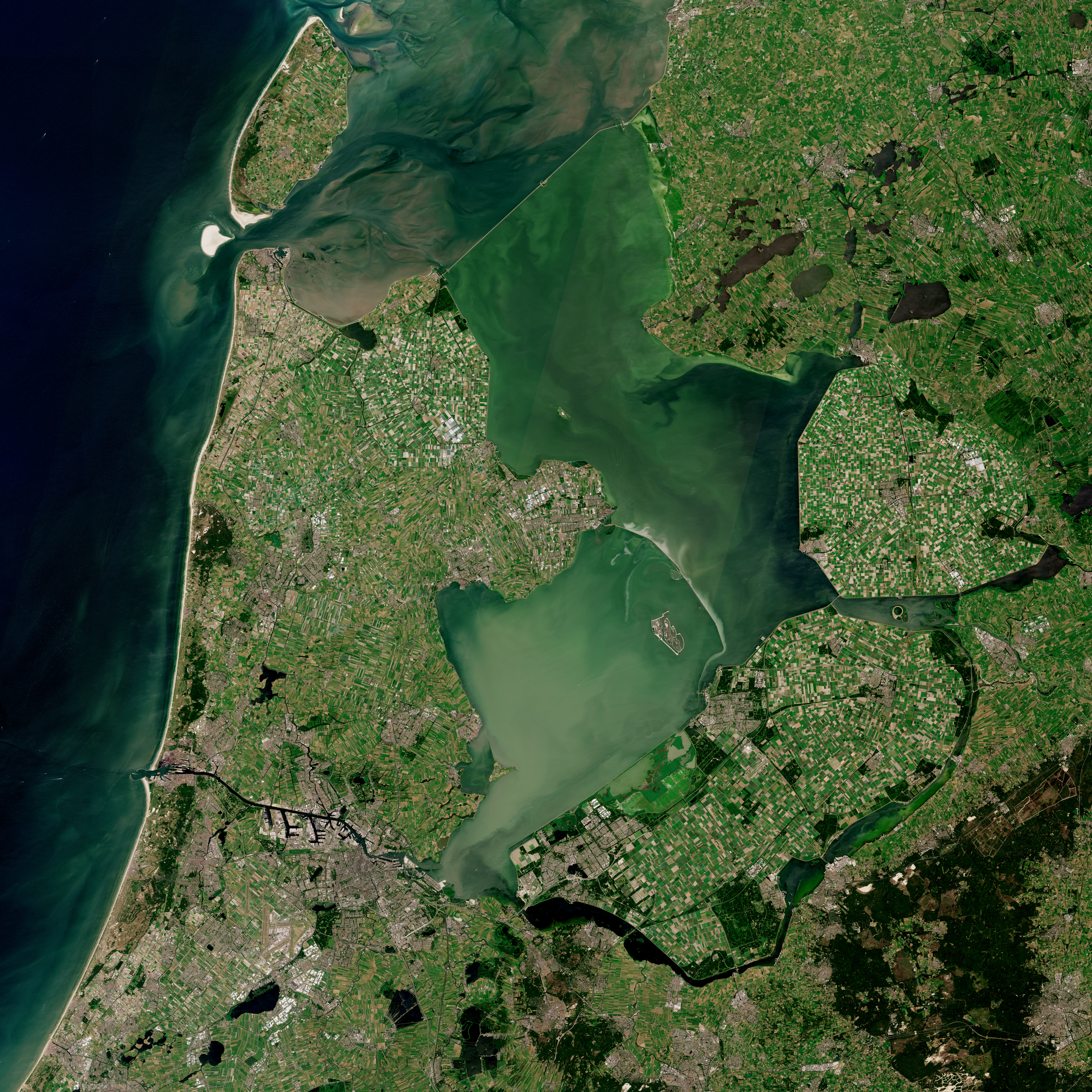
Műholdkép Észak-Hollandiáról, a Zuiderzee zárógátjáról

Hollandia az Északnémet-alföld nyugati folytatása. Kialakulása folyamán az óidei kéregdarabok a mélybe süllyedtek, csak délen, az Ardennekhez tartozó dombok vannak a felszínen. Az ország területének többségét kitevő Holland-alföldön a mai felszínt pleisztocén és holocén képződmények borítják. A süllyedés mindmáig tart, az ország területének harmada már a tengerszint alatt van. A Holland-alföld a mai felszínt kialakító erők – a szél, a folyók és a jég munkája – három, jól elkülöníthető részre osztja:
- A parti dűnék végigkísérik az Északi-tenger partját. A 3–5 km széles, helyenként az 50–60 m magasságot is elérő dűnesort délnyugaton és északon a vihardagályok szétrombolták. Az egykori dűnevonulat maradványai a Nyugati Fríz-szigetek. Mögöttük a Watt-tenger húzódik. A dűnék sivár, sós homokja terméketlen.
- Marsch – a dűnesor mögött szélesedő sávban a folyami eredetű 'marsch' helyezkedik el. Ezt a területet a Schelde, a Maas és főként a Rajna egykori deltái töltötték fel. Jellemző e tájra a folyóágak és az azokat összekötő csatornák hálózata. A terület legnagyobb része mára a tenger szintje alá süllyedt. Legmélyebb pontja (-6,7 m) Rotterdamtól északra található.

A hollandok a vihardagályok ellen először magaslatokat emeltek, majd gátakat építettek, és szélmalmokkal szivattyúzták vissza a tengerbe a vizet. A tengertől visszahódított területek neve polder.
A 'marsch' Hollandia legtermékenyebb és legsűrűbben lakott része, de az ott élőket folyamatosan veszélyeztetik a vihardagályok. Védelmükre a 20. században két nagy létesítményt építettek:

### A Zuiderzee-program
A területnyerés legszemléletesebb példája a Zuiderzee lezárása volt a harmincas években. Frízföld és Észak-Holland tartományok között egy 30 km hosszú gátat, az úgynevezett zárógátat építettek. A Zuiderzee ezzel beltengerré vált, és ettől kezdve IJsselmeer (IJssel-tó) a neve. Mivel a tengervizet a gát elzárta, ez a beltenger lassan édesvizűvé vált. Az IJssel-tóban négy nagy poldert építettek, és ezzel 1650 km² területet nyertek. Ez a terület a mezőgazdaság, a pihenés, valamint a lakó- és munkahely célját szolgáló övezetekre oszlik.

### A Delta-terv

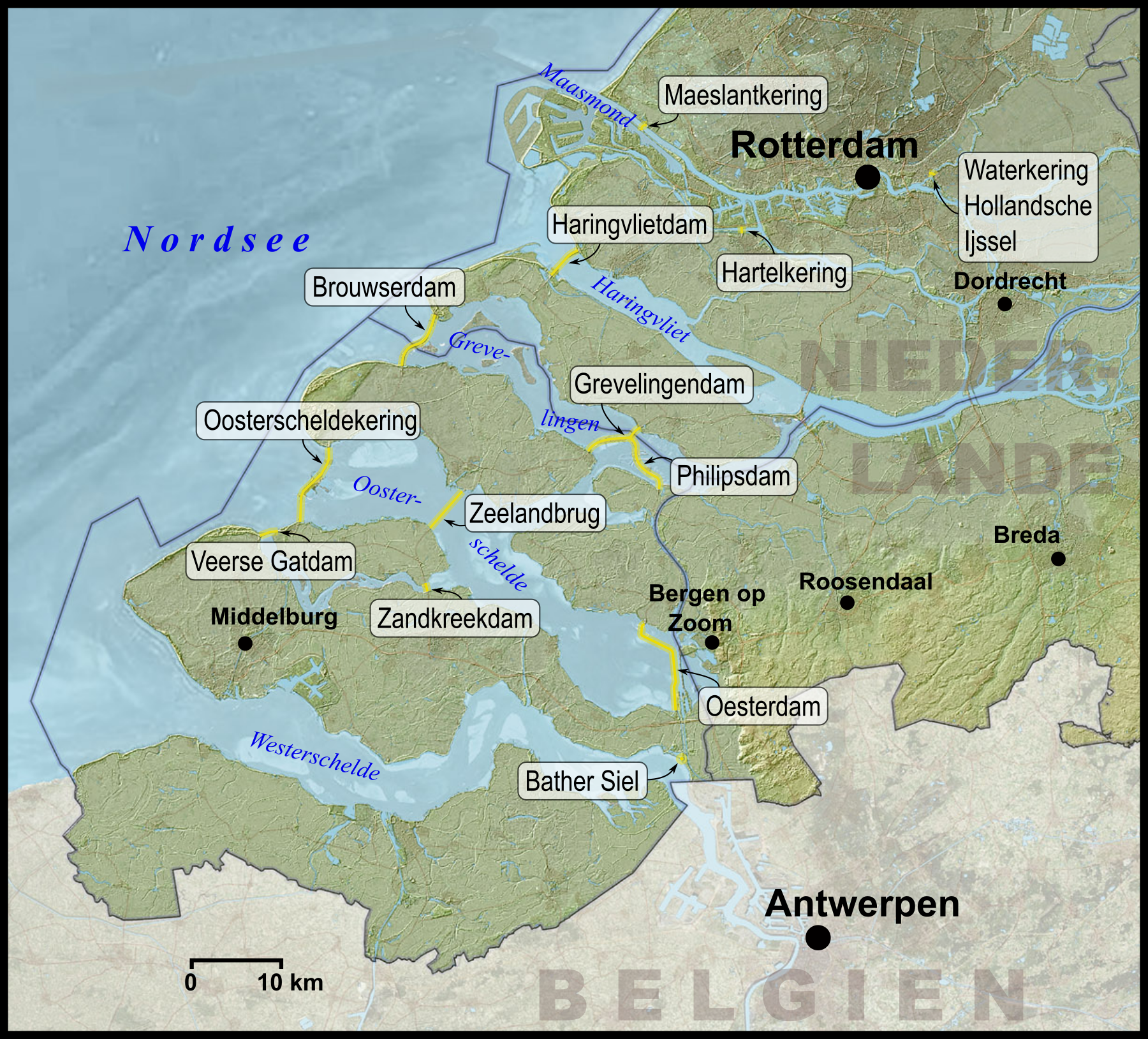
A Delta-terv térképe

1953. február 1-jén a tenger pusztító rohamot intézett a szárazföld ellen. A dagály és az erős vihar kombinációja következtében Délnyugat-Hollandia nagy része víz alá került. A katasztrófában sok száz ember vesztette életét. Világossá vált, hogy a Delta-tervet a lehető leggyorsabban meg kell valósítani. Ez a terv a délnyugati tengeröblök elzárását tűzte ki célul. Mára minden tengeröböl zárt, kivéve az Új Víziutat és a Nyugati-Scheldét, amelyek Rotterdam, illetve Antwerpen (Belgium) kikötőinek elérését teszik lehetővé.
A Keleti-Scheldét egy 3200 méter hosszú, 65 betonoszlop között elhelyezkedő 62 acélkapuból álló zsiliprendszerrel zárták le. Rendesen ezek a kapuk nyitva vannak, viharban azonban leeresztik őket, hogy a dühöngő tengert kívül rekesszék. Azért választották ezt a lezárási módot, hogy ne veszélyeztessék a Keleti-Scheldében a kagylók halászatát, ami a dagály áramlásától függ. 1986. október 4-én Beatrix királynő avatta fel a gátat.
- A „geest”-et a Rajna és a Maas egy északi és egy déli részre bontja. A területen található végmorénák magassága helyenként eléri az 50-60 métert. A mélyebb területek lefolyása sokszor nagyon rossz, ezért gyakoriak a mocsarak, lápok. A szántóföld kevés, sok a rét és a legelő.

### Éghajlat
Hollandia az északi féltekén, a mérsékelt éghajlati övezetben helyezkedik el. A tenger és a meleg észak-atlanti Golf-áramlat mérsékelt tengeri klímát biztosít. Ennek köszönhető, hogy a hőmérséklet napi és évi ingadozása is kicsi. Az átlaghőmérséklet januárban +2 °C, júliusban pedig közel +17 °C. Ez nem jelenti azt, hogy soha ne fordulnának elő extrém hőmérsékletek: a Hollandiában valaha mért legalacsonyabb hőmérséklet -24,8 °C, a legmagasabb pedig +36,8 °C volt. A csapadék időben viszonylag egyenletesen oszlik el, bár a tavasz általában szárazabb, mint az ősz. Az évi csapadékmennyiség mintegy 800 mm.
Az egyes régiók közötti éghajlati különbségek csekélyek, az északi és déli rész távolsága – több mint 300 km – azonban némileg érezteti hatását.

### Vízrajz
Vízhálózata rendkívül gazdag. Az országba érkező folyók mind az Északi-tengerbe ömlenek. A Maas csak közvetlenül a torkolat előtt ágazik szét, míg a Rajna már az országba lépése előtt több ágra bomlik. Egyik ága délen a Waal, ami a Maassal közös tölcsértorkolatba ömlik. A főág nyugat felé Lek néven folytatja útját. Jelentős folyó még az IJssel is.
A folyóhálózatot több ezer km hosszú csatornarendszer egészíti ki. A vízjárás egyenletes, ami kedvez a vízi közlekedésnek.

### Talaj
Hollandia magasabban fekvő részeinek ('geest') talaja (keleten és délen) a pleisztocén idején alakult ki. Ez a talaj főleg homokból és kavicsból áll. Az alacsonyabb területek ('marsch') talaja (északon és nyugaton) fiatalabb: a holocén idején rakódott le; főleg agyagból és tőzegből áll.

### Növény- és állatvilág
Az IJssel-tó és a Rajna torkolata közötti termékeny területen zöldség- és virágkertészetek sorakoznak. A földgázzal fűtött üvegházakból egész évben friss zöldségféléket szállítanak a bel- és külföldi piacokra. A vágott virágok, virághagymák és -magvak kivitele is jelentős.
A holland mezőgazdaság vezető ága az állattenyésztés. A kitűnő tejelő feketetarka, fríz fajtájú tehenek az év nagy részében a szabadban legelnek. Az állatok tejhozama igen magas (6000 liter/év fölött), ami a tervszerű fajtanemesítésnek és gondozásának is köszönhető. A szántóföldek nagyobb részén termelt takarmánynövények is az állattartást támogatják. Ezen kívül búzát, árpát, burgonyát, cukorrépát, lent termesztenek. A sertés- és a baromfitenyésztés is jelentős.

### Környezetvédelem
Hollandia népsűrűsége magas, ami erősen megterheli a környezetet. Régóta intenzív mezőgazdasági tevékenység folyik, a felhasznált vegyszerek szintén rombolják a környezetet. E káros hatások csökkentése, következményeik enyhítése az egyébként fejlett holland környezetvédelem feladata.

#### Természetvédelem
Az ország adottságai, történelme és gazdasági- társadalmi szerkezete miatt rendkívül kevés természeti funkciót ellátó természetes, vagy természetszerű területtel rendelkezik. A folyótorkolatokban, az árapály területeken, a belső területek kisebb lápjain maradtak olyan természeti értékek, amelyek védelmet érdemelnek. Az utóbbi 25 évben húsz nemzeti parkot jelöltek ki, amelyek tulajdoni viszonyai kevésbé kötöttek. A nemzeti parkokon kívül Hollandiában más védett területi kategória nem létezik. A két legrégebbi magántulajdonban van:
- De Hoge Veluwe Nemzeti Park (Nationale Park De Hoge Veluwe): 5500 hektár fele erdő, fele legelő és vízfelület, szarvas, muflon, vaddisznó él itt;
- Veluwezoom Nemzeti Park – végmorénák vidéke 5000 hektáron. Erdő és legelő.

#### Természeti világörökség
Németországgal közös természeti világörökség a Watt-tenger.

## Történelem

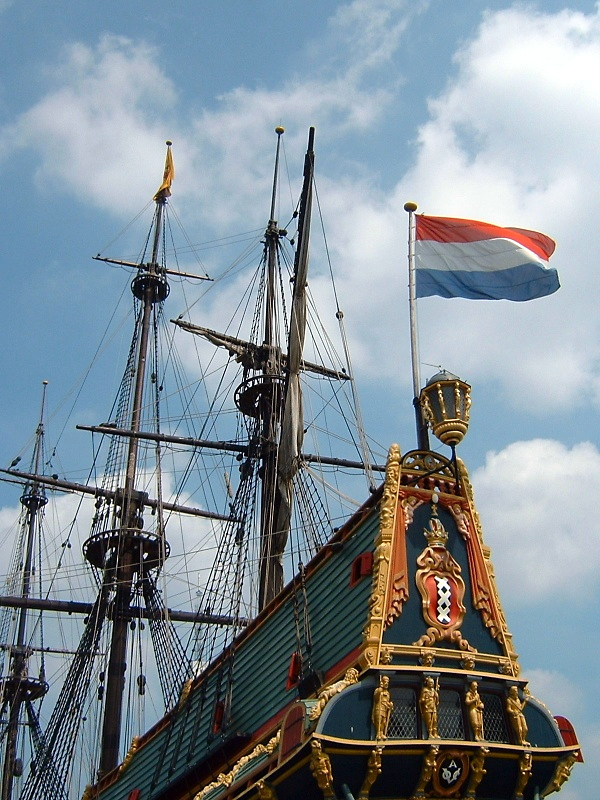
Holland zászló a Batavia múzeumhajón

A mai Hollandia (Németalföld) germán törzsek által lakott területe az 1. századtól a Római Birodalom részévé vált, majd a 8. században a frankok hódították meg. A 9. században Lotaringiához, illetve a Nyugati-frank Birodalomhoz, a 10. századtól pedig a Német-római Birodalomhoz tartozott. A részben önálló területek legtöbbje a középkorban kulturális és gazdasági központ volt (Flandria, Brabant stb.). A 14–15. században az egész holland térség nagy része a Burgundi Hercegséghez tartozott, majd 1477-ben házasságok révén a Habsburgok szerezték meg. 1579-ben a 7 északi (kálvinista) tartomány létrehozta az Utrechti uniót, amelyhez a déli tartományok nem csatlakoztak, ez a terület a mai Belgium. 1581-ben egyesültek a németalföldi tartományok, első helytartójuk Orániai Vilmos lett.
A mai Hollandia 1609-ben alakult meg, de független államként csak 1648-ban, a vesztfáliai békében ismerték el. A mai Belgiumot alkotó déli tartományok 1830-ban váltak ki. Az ország az első világháború idején semleges maradt, 1940-ben a németek megszállták, ázsiai gyarmatai pedig a japánok kezére kerültek. Hollandia 1949-ben függetlenséget adott Holland Kelet-Indiának (Indonézia).

### A kezdetek
Hollandia területét az ókorban kelta és germán törzsek népesítették be. A római hódítás (i. e. 1. század) csak a Rajnáig terjedt. Az 5. században a Frank Birodalom határvidéke lett, az északon élő germán frízeket csupán II. Pippin kényszerítette behódolásra 689-ben, de a frank uralom csak a 8. században vált teljessé. A kereszténység angolszász és frank hatásra a 7. századtól kezdett terjedni. A 9. században rendszeressé váltak a vikingek támadásai. A Frank Birodalom feloszlása után, 925-től a Német Királyság, majd a Német-római Birodalom része lett. A 10-14. században egyre önállóbb világi (Holland, Zeeland, Gelderland) és egyházi fejedelemségek (Utrecht, Liège) kezdtek kialakulni a területén.

### A burgundok kora (1369/1473–1482)
A tartományok közötti politikai és kulturális kötelékeket a Burgundi-dinasztia hozta létre, amely II. (Merész) Valois Fülöp (1342–1404) és Male-i Margit házasságkötését (1369) követően fokozatosan kiterjesztette fennhatóságát egész Németalföldre. Burgundia hercegei a francia Valois-ház mellékágát képviselték. Az első Valois herceg így Burgundia hercegeként ura lett Flandriának, Artois-nak, Rethelnek, Burgundiának és Nevers-nek. 1421-ben Namur, 1430-ban Brabant és Limburg, 1432-ben Hainaut, Holland és Zeeland, 1441-ben Luxembourg, 1473-ban Gelderland került ellenőrzésük alá. Burgundia hercegei központi törvényszéket és kincstárat hoztak létre, a tartományok élére helytartókat állítottak, s tartományi rendi gyűléseket hívtak össze. Burgundi Mária halálával (1482) a dinasztia tartományai férjére, a Habsburg-házi I. Miksa császárra, majd az ő unokájára, V. Károlyra szálltak, aki 1555-ben, birodalmának kettéosztásakor a németalföldi tartományokat fiára, II. Fülöp spanyol királyra hagyta.

### Habsburg Németalföld (1482–1556)
Burgund Mária halálával (1482) férje, a Habsburg-házból való I. Miksa császár kapta meg a 17 tartományt. A tartományokat perszonálunió kötötte a Habsburg családon keresztül a Német-római Birodalomhoz. A tartományok területe magában foglalta a mai Benelux államokon kívül Franciaország kisebb északi részét, és egy kis szeletet Németországból.
A tartományok:
Artois grófság, Flandriai grófság, Mechelen uradalom, Namur grófság, Hainaut grófság, Zeeland grófság, Holland grófság, Brabant hercegség (Antwerpennel), Limburg hercegség, Friesland uradalom, Guelders hercegség (1543-tól), Groningen uradalom, Drenthe grófság (Lingennel), Overijssel uradalom, Zutphen grófság. A Liègei püspökség nem volt tagja a 17 tartománynak. Miksa halála után unokájára V. Károlyra, a világcsászárra szálltak a tartományok. V. Károly mint német-római császár kapta meg és mint spanyol király adta tovább fiának a tartományokat.

### Spanyol Németalföld (Dél-Németalföld, 1556/1581–1815)

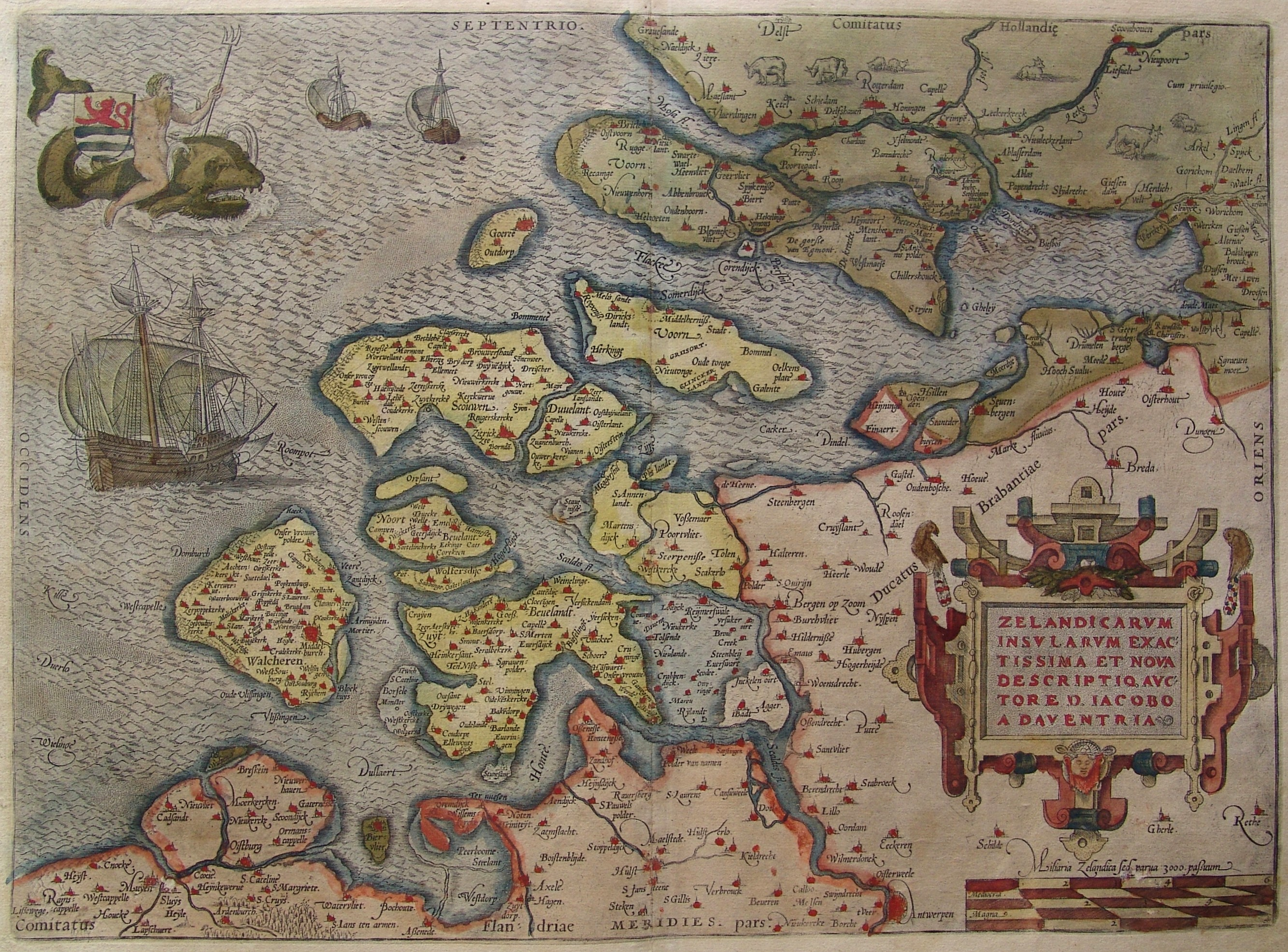
Az 1580-ból származó térképen jól látható, hogy a terület akkoriban még kis szigetekből állt

V. Károly német-római császár és spanyol király 1555-ben fiának. II. Fülöp spanyol királynak adta a tartományokat. A katolikus spanyolok rossz szemmel nézték a terjedő kálvinizmust, amit kormányzósága (1567–73) idején Alba herceg több ezer kivégzéssel torolt meg, illetve próbált visszaszorítani. Hoorne és Egmont grófok lefejezése (1568) után kirobbant a németalföldi szabadságharc, amelynek élére Orániai Vilmos, több tartomány helytartója állt. A déli tartományok 1576-ban csatlakoztak a lázadó északiakhoz. Németalföld egysége a belső ellentétek és a spanyol támadások miatt bukott el. 1579-ben a hét északi tartomány létrehozta az Utrechti uniót, és 1581-ben felszámolt minden kapcsolatot II. Fülöppel. A déli tartományok az Arrasi unióba tömörültek, de a spanyolok 1584-re mindet elfoglalták, és kiegyeztek velük.
A déli tartományokból:
- Flandriai grófság,
- Artois grófság,
- Turnai városa,
- Cambrai,
- Luxembourg hercegség,
- Limburg hercegség,
- Hainaut grófság,
- Namur grófság,
- Mechlin,
- Brabant hercegség és
- Guelders hercegség déli része.

lett Spanyol Németalföld, a mai Belgium elődje, Brüsszel székhellyel. A tartományok Jámbor Fülöp haláláig (1621) részleges önállóságot élveztek, Nagy Fülöp alatt azonban visszatért a szoros spanyol ellenőrzés egészen 1633-ig. A francia–holland–spanyol háborúban (1672–1678) a spanyolok több tartományt elvesztettek; azok francia befolyás alá kerültek.

### Egyesült Tartományok (1581–1795)

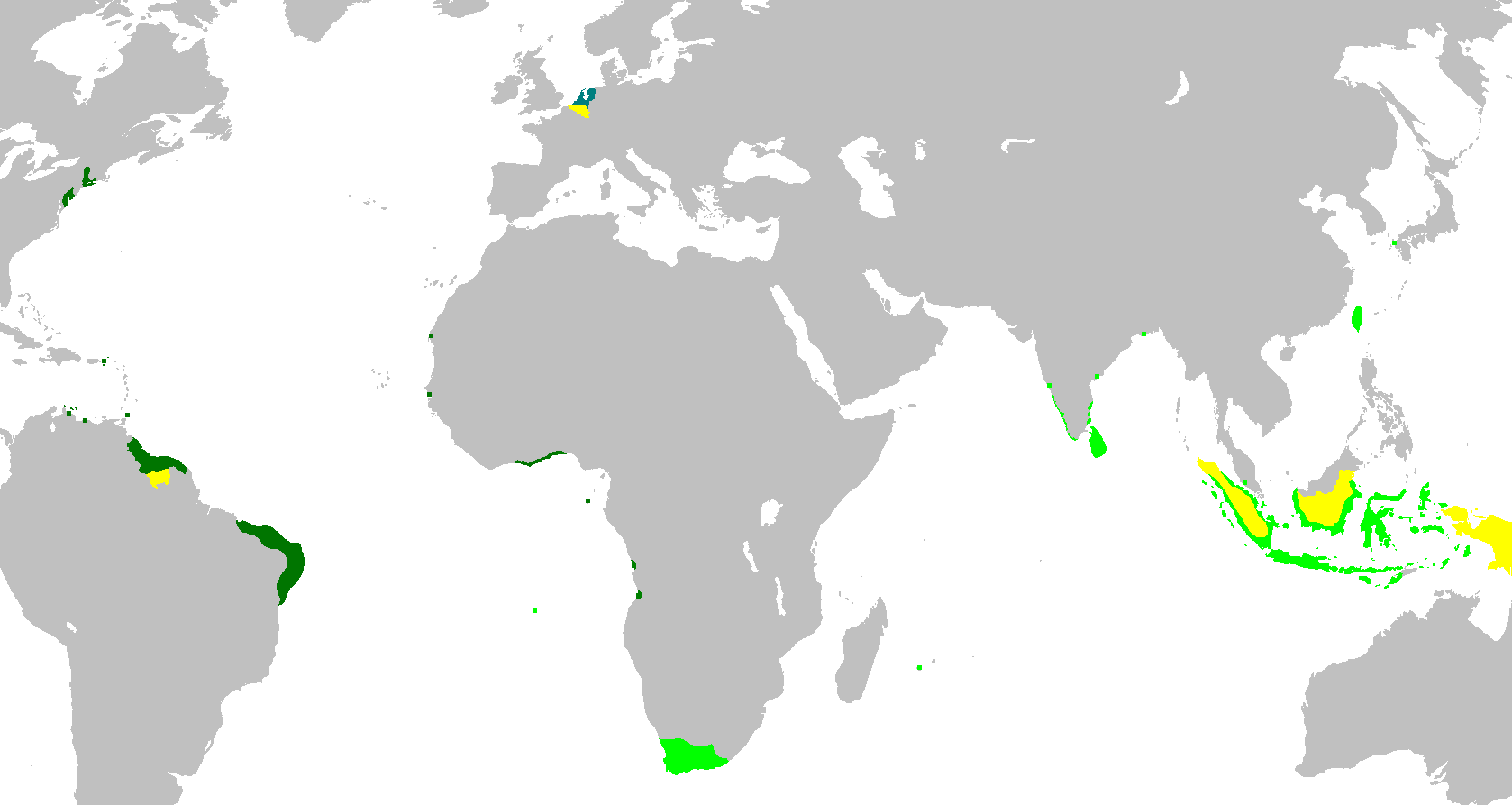
A Holland Kelet-indiai Társaság (világoszöld) és a Holland Nyugat-indiai Társaság (sötétzöld) területei és sárga színnel a 19. század folyamán elfoglalt területek

A spanyolok elleni harcok folyamán 1579-ben megalakult az Utrechti Unió, 1581-ben minden kapcsolatot megszakítva a spanyol királlyal létrejött a Hét Egyesült Holland Tartomány köztársasága. A külföldiek a leggazdagabb tartomány után Hollandiának nevezték el. A tartományok: Holland, Zeeland, Utrecht, Gelderland, Friesland, Overijssel, Groningen. A tartományok függetlenül intézték belügyeiket, a had- és külügyeket, valamint az adózást a hágai általános rendi gyűlés szabályozta. A végrehajtó hatalom a nagypenzionáriusnak nevezett polgári főtisztviselő és a hadsereg élén álló, az Orániai–Nassaui-házból kikerült helytartó kezében összpontosult. 1609-ben 12 évre szóló fegyverszünetet kötöttek Spanyolországgal. A 17. században az európai nagyhatalmak átmeneti meggyengülése miatt Hollandia tengeri nagyhatalommá válhatott, ez volt a Holland aranykor. 

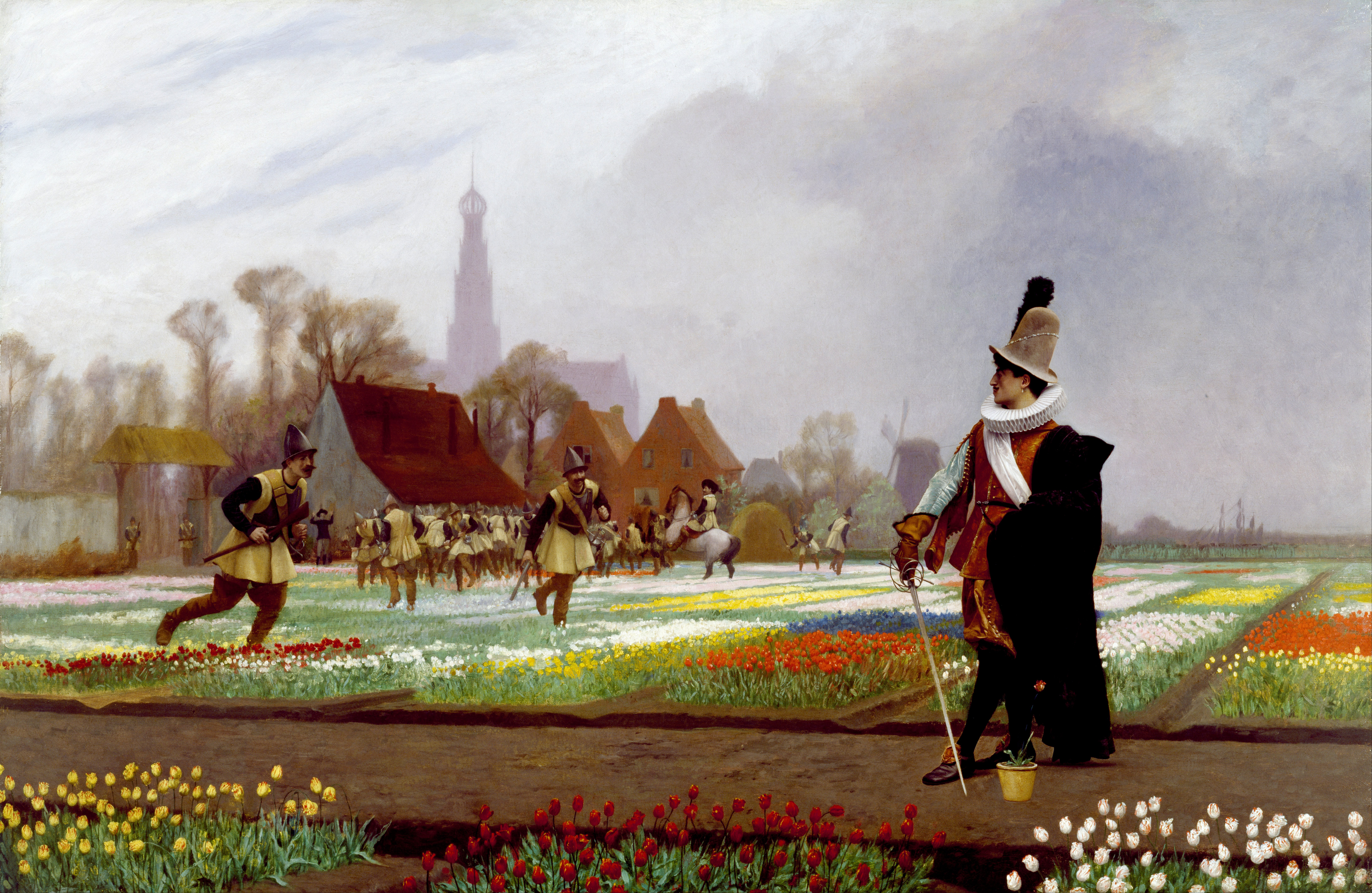
Jean-Léon Gérôme: A tulipán láz. 1634 és 1637 között a tulipán ára több mint ötvenszeresére nőtt, Amszterdamban egy egész házat adtak három tulipánhagymáért

A Holland Kelet-indiai Társaság (1602) és a Holland Nyugat-indiai Társaság (1621) hajósai feltárták a Csendes-óceánt, felfedezték Ausztráliát, kizárólagos kereskedelmi jogokat kaptak Japánban, és több külbirtokot szereztek Ázsiában, Amerikában és Afrikában. Ezek legnagyobbika a Fokföld volt; Fokvárost a Holland Kelet-indiai Társaság megbízásából 1652-ben alapította Jan van Riebeck. A külbirtokokat kezdetben a Holland Kelet-indiai Társaság és a Holland Nyugat-Indiai Társaság kormányozta; mindkettő magánvállalkozás volt. Három évszázaddal később ezek a társaságok pénzügyi zavarba kerültek, és területeik igazgatását a holland kormány vette át (1815-ben, illetve 1791-ben). Ekkor a külbirtokok hivatalosan is gyarmatokká váltak.
1648-ban, a vesztfáliai békében a spanyol kormány hivatalosan is elismerte Hollandia függetlenségét, és egyúttal azt is deklarálták, hogy nem tartozik a Német-római Birodalomhoz. A környező nagyhatalmak féltékenyen nézték Hollandia erősödését. Ez az időszak volt a
A sorozatos háborúk:
- angol–holland háborúk (1652–1654, 1665–1667),
- francia megszállás,
- francia–holland háború (1688–1797), spanyol örökösödési háború (1701–1713).

visszavetették az ország fejlődését, és a 18. században másodrangú hatalommá süllyedt. Az amerikai függetlenségi háború idején sikertelenül kapcsolódott be a Nagy-Britannia elleni küzdelembe (1780–83). Ekkor kiújultak a konzervatívabb hagyományos uralkodó réteg és a demokratikus törekvések képviselőinek ellentétei. A polgárháborús helyzetnek Poroszország vetett véget, amikor 1787-ben megszállta az országot.

### Francia befolyás alatt (1795–1813)
A francia forradalom és a napóleoni háborúk idején a franciák szállták meg. Eltörölték a tartományok jogait, bevezették a forradalom intézkedéseit és Batáviai Köztársaság néven egy francia típusú alkotmánnyal ellátott bábállamot hoztak létre (1795–1806). 1806-ban Napóleon öccse, Louis Bonaparte számára létrehozta a Holland Királyságot, majd 1810-ben a friss királyságot beolvasztotta a Francia Császárságba. A franciák 1813-ban vonultak ki az országból.

### Egyesült Holland Királyság (1815-30)
A forradalmi és a napóleoni háborúk után a holland gyarmatok (Fokváros, Ceylon, Guyana egy része), Hollandia, a későbbi Belgium illetve Luxemburg egyesítésével létrehozták a Holland Királyságot. Az uralkodót az Oránia–Nassaui-ház adta. Első királya I. Vilmos lett. A király a parlament szerepét a kormány által javasolt törvények és a költségvetés elfogadására korlátozta. Belgium a rá hárított államadósság, az eltérő ipari-kereskedelmi érdekek, a holland nyelv hivatalossá nyilvánítása és a katolikus egyház ellenőrzésére tett kísérletek miatt 1830-ban kikiáltotta függetlenségét, amit a nagyhatalmak már 1831-ben elismertek, Hollandia azonban csak 1839-ben.

### Holland Királyság (1830-tól)
II. Vilmos uralkodása alatt liberálisok kidolgozták az ország alkotmányát, 1848-ban brit és belga mintára Hollandia alkotmányos királysággá alakult. A 19. század folyamán a szomszédos országokhoz képes Hollandia lassan iparosodott. Modernizálták viszont az infrastruktúrát, a víziutak kiterjedt hálózatát hozták létre, az iparban nagy jelentőséget kapott a szélenergia. A század második felére felgyorsult az iparosodás, megerősödött a középosztály, javult az ipari munkások helyzete és kialakult a modern pártok rendszere. 1890-ig Hollandia perszonálunióban állt Luxemburggal.
A katolikusok számára visszaállították a püspökséget. 1917-ben a férfiak, 1922-ben a nők kaptak általános választójogot. Az első világháborúban Hollandia megőrizte semlegességét. A két világháború között területi viták alakultak ki Belgiummal, a belgiumi flamandok egyesülni kívántak Hollandiával, de a holland kormányzattól semmilyen hivatalos támogatást nem kaptak. Az 1921-es és 1929–33-as gazdasági világválság súlyosan érintette a hollandokat is.
1940. május 10-én Németország megtámadta a semleges országot, amely 14-én megadta magát. A királyi család Nagy-Britanniába menekült. 1942-ben a japánok megszállták Holland Kelet-Indiát. A megszállás alatt több mint 100 000 holland zsidót szállítottak a nácik koncentrációs táborba Németországba, Lengyelországba és Csehszlovákiába. Az elhurcoltak közül csak 876-an érték meg a táborok felszabadítását. Holland munkások kényszermunkán dolgoztak német gyárakban. Német katonák országszerte rekviráltak élelmiszert, amit Németországba szállítottak. Bár sok holland életét kockáztatva rejtegette előlük a zsidókat – amint ezt Anna Frank naplója is példázza – mások a megszállókkal együttműködve segítettek felkutatni őket. Holland nácik és antibolsevisták a Waffen-SS-hez csatlakozva a keleti fronton is harcoltak. Hollandia felszabadítását a brit–amerikai szövetséges haderők 1944 szeptemberében kezdték meg, és 1945. május 5-én fejezték be.
1949-ben Hollandia lemondott Holland Kelet-Indiáról, amely Indonézia néven új állammá alakult, és 1956-ban minden alkotmányos kapcsolatát megszakította Hollandiával. 1958-ban létrejött a Benelux országok szövetsége, 1949-ben Hollandia a NATO alapító államai között volt. Az ország az Európai Unió elődjének, az Európai Szén- és Acélközösségnek (a Montánuniónak) is alapító tagja. 1963-ban Indonéziának átengedte Új-Guinea nyugati holland részét. Az 1954-es „birodalmi rendelet” belső autonómiát biztosított a megmaradt tengerentúli holland birtokoknak Dél-Amerikában és a Karib-tengeren. Holland-Guyana (Nederlands Guiana) 1975-ben Suriname néven függetlenné vált. Hollandia a világ legliberálisabb államává vált, 1994-től a korlátozott eutanáziát is engedélyezték, 2001-től az azonos neműek is házasodhatnak, 1974-ben engedélyezték egyes könnyű drogok, a marihuána és a kendergyanta (hasis) korlátozott használatát. 2010-ben, az öt szigetből álló egyesített közigazgatási egység a Holland Antillák, a Holland Királyság tengeren túli területe közigazgatásilag megszűnt. Curaçao és Sint Maarten szigete a Holland Királyság két új társult állama lett. Bonaire, Saba és Sint Eustatius szigetei pedig autonóm területként Hollandia közvetlen részeivé váltak és holland megyei jogokat kaptak.

## Államszervezet és közigazgatás

### Alkotmány, államforma
Hollandia 1848 óta parlamentáris demokrácia, illetve 1815 óta alkotmányos monarchia. A Holland Királyság feje 2013. április 30. óta Vilmos Sándor király, az Oránia–Nassaui-házból.
A holland parlament (Staten-Generaal) legfontosabb része az Alsóház (Tweede Kamer), amelynek 150, négy évente választott tagja van. Hollandiát kivétel nélkül koalíciós kormányok irányítják. 2021. január 15-én a harmadik Rutte-kormány együttesen lemondott a hollandiai gyermekgondozási támogatások botránya körüli kutatások publikációja után. Mark Rutte felajánlotta lemondását a királynak, vállalva a botrány felelősségét. Mindannyian azonban hivatalukban maradtak a 2021. márciusi általános választásokig.
A 2021-es holland választásokon a Rutte vezette VVD egy mandátummal többet szerzett, mint az előző választáson, koalíciós partnerei közül a D66 is megsokszorozta parlamenti helyeinek számát 5 képviselővel, a CDA viszont 4 mandátumot elvesztett, a CU pedig maradt 5 mandátumon a Képviselőházban, így hosszas tárgyalások után, de gyakorlatilag ugyanaz a kormány folytatódhatott, csak Negyedik Rutte-kabinet néven.

### Közigazgatási beosztás

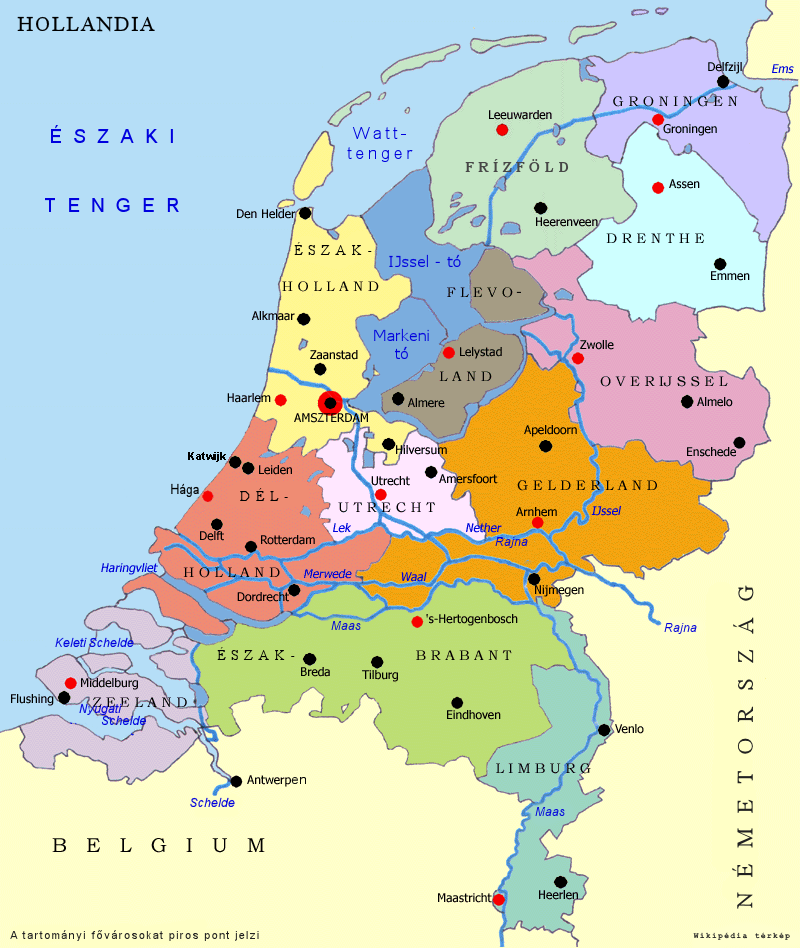
Hollandia tartományai

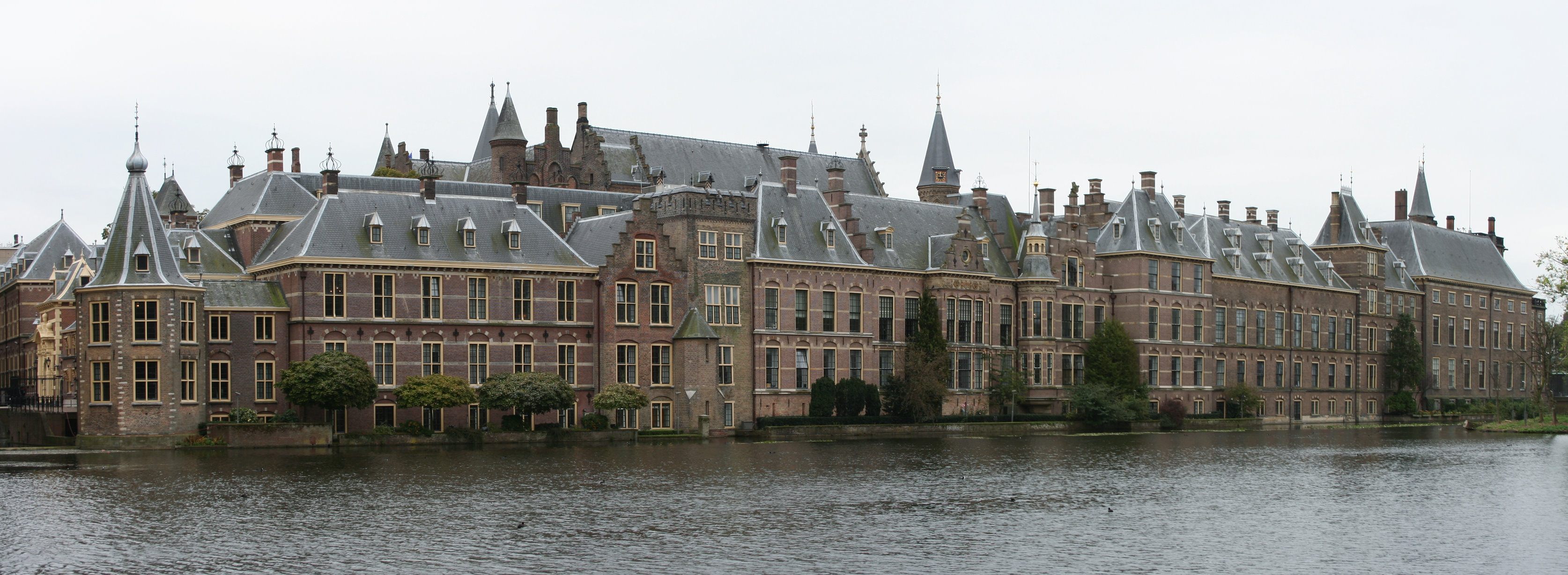
A Binnenhof Hágában, a holland parlament székhelye

A Béke Palota Hágában, amely a Nemzetközi Bíróság székhelye

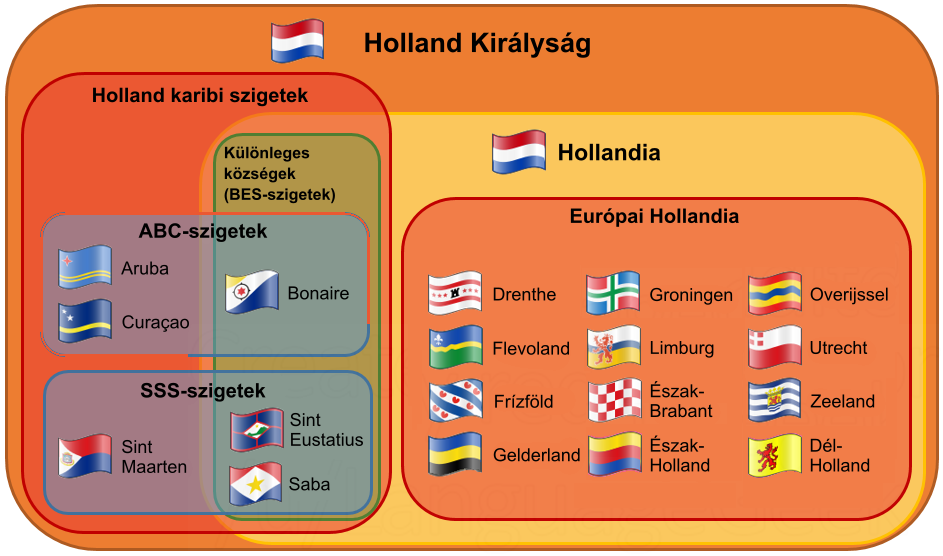
A Holland Királyság államjogi szerkezete 2010-től

A holland közjog különbséget tesz „Hollandia” és a „Hollandiai Királyság” között. A Hollandiai Királyság négy részből áll: Hollandia, valamint Karib-szigetekhez tartozó Aruba, Curaçao és Sint Maarten. Ez a négy alkotmányos részegység egyenlőtlen szövetséget alkot abban az értelemben, hogy bár a három részegység autonóm belügyeiket illetően, a szövetséget érintő közös kérdéseket a szövetség egyik részegysége, a szűkebb értelemben vett Hollandia intézi.
2010. október 10-ig Bonaire, Curaçao, Saba, Sint Eustatius, Sint Maarten egy közigazgatási egységet, a Holland Antillákat alkották. A Holland Antillák felbomlásáról 2008. december 15-i népszavazás döntött. Az alkotó szigetek más-más utat választottak, Curaçao és Sint Maarten a Holland Királyság autonóm részeivé váltak, a többi sziget, Bonaire, Saba, Sint Eustatius pedig Karibi Hollandia néven csatlakoznak Hollandiához, az ország egy-egy új községét képezve, melyek nem tartoznak egyetlen tartományhoz sem.
Hollandia 12 magasabb közigazgatási egységre, tartományra (provincies) tagolódik.
- Dél-Holland (hollandul Zuid-Holland) – székhelye: Hága (hollandul – ’s-Gravenhage vagy Den Haag).
- Drenthe – székhelye: Assen.
- Észak-Brabant (hollandul Noord-Brabant) – székhelye: ’s-Hertogenbosch (vagy Den Bosch).
- Észak-Holland (hollandul Noord-Holland) – székhelye: Haarlem.
- Flevoland – székhelye: Lelystad.
- Frízföld (frízül Fryslân) – székhelye: Leeuwarden (frízül Ljouwert).
- Gelderland – székhelye: Arnhem.
- Groningen – székhelye: Groningen.
- Limburg – székhelye: Maastricht.
- Overijssel – székhelye: Zwolle.
- Utrecht – székhelye: Utrecht.
- Zeeland – székhely Middelburg.

A tartományok alapfokú közigazgatási egységekre, azaz községekre (önkormányzatokra) (gemeenten) vannak felosztva. Összesen 441 ilyen önkormányzat van. Egy önkormányzat általában több településből áll, neve pedig megegyezik a legnagyobb település nevével.
A települések polgármestereit más országoktól eltérően nem a település polgárai választják, hanem álláshirdetés útján kerülnek a pozícióba, az illető tartomány királyi megbízottja dönt a személyéről.

### Politikai pártok
- CDA (Christen Democratisch Appèl) – Kereszténydemokrata Tömörülés
- PvdA (Partij van de Arbeid) – Munkáspárt
- VVD (Volkspartij voor Vrijheid en Democratie) – Néppárt a Szabadságért és Demokráciáért
- SP (Socialistische Partij) – Szocialista Párt
- GL (GroenLinks) – Baloldali Zöldek
- CU (ChristenUnie) – Keresztény Unió
- D66 (Democraten 66) – 66-os Demokraták
- PvdD (Partij voor de Dieren) – Párt az Állatokért
- PVV (Partij voor de Vrijheid) – Szabadságpárt
- SGP (Staatkundig Gereformeerde Partij) – Református Politikai Párt
- OSF (Onafhankelijke Senaatsfractie) – Független Szenátus Egyesület (csak a szenátusban van jelen)
- FvD (Forum voor Democratie) – Fórum a Demokráciáért
- Denk
- 50PLUS

## Népesség

### Általános adatok

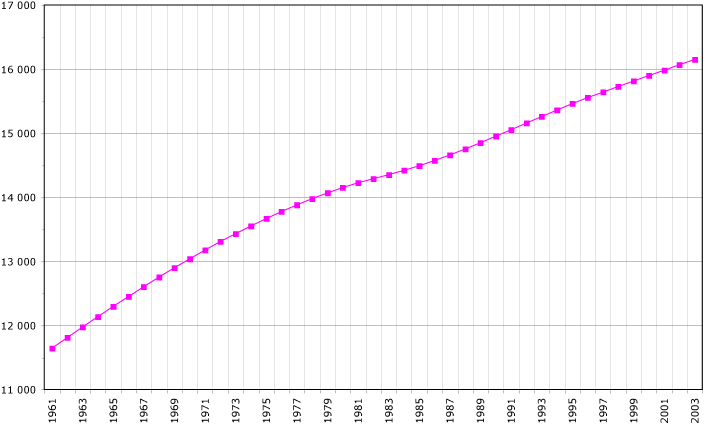
Hollandia népességének növekedése

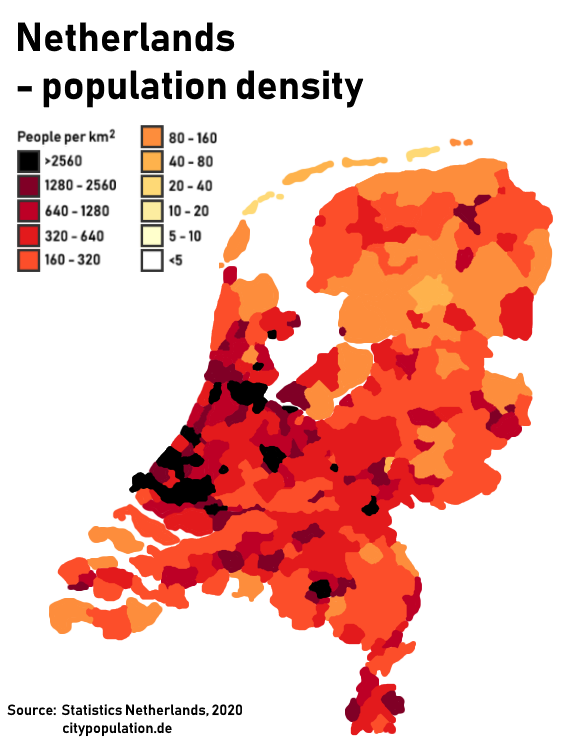
Hollandia népsűrűsége 2020-ban

Hollandia a világ egyik legnagyobb népsűrűségű országa; 2019-ben átlagosan 420 fő élt km²-ként (ha csak a szárazföldeket vesszük figyelembe, akkor kb. 500 fő/km², mert az ország 20%-át víz borítja).
2006-ban 185 124 gyermek született és 135 809 ember halt meg, így a természetes szaporodás megközelítette az 50 000 főt, ezzel azon kevés európai ország közé tartozott, ahol a természetes szaporodás a pozitív tartományban van. A 132 682 kivándorló és a 101 489 bevándorló egyenlege azonban negatív, így a népesség növekedése mérsékelt maradt. A kivándorlók közel fele a kisebbségek közül került ki.

### Népességének változása
| Lakosok száma | 10 026 773 | 16 779 575 | 16 829 289 | 17 000 000 | 17 081 507 | 17 181 084 | 17 282 163 | 17 407 585 | 17 590 672 | 17 942 942 |
|               | 1950       | 2013       | 2014       | 2016       | 2017       | 2018       | 2019       | 2020       | 2022       | 2024       |

### Legnépesebb települések
Az úgynevezett „Randstad” („Peremváros”) alkotja Hollandia legsűrűbben lakott részét. Az ide tartozó városok (Amszterdam, Hága, Rotterdam és Utrecht agglomeráció) majdnem egy összefüggő körkörös területet alkotnak, viszont közöttük kimarad egy ritkán lakott zöld terület, a Groene Hart, azaz Hollandia „zöld szíve”.

### Migráció, etnikai, nyelvi, vallási megoszlás

#### Kivándorlás

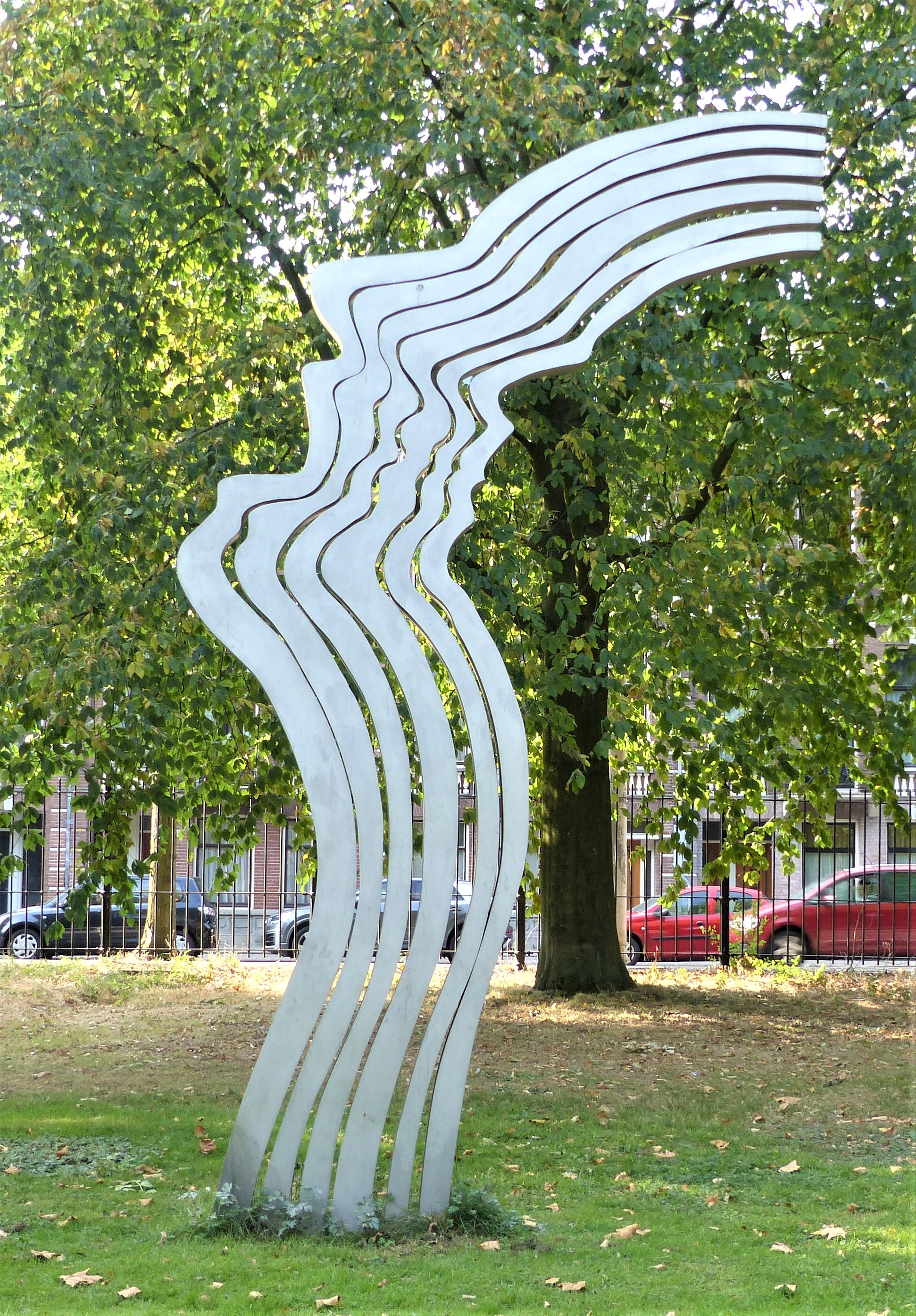
A The Scream, azaz A Sikoly című 4,5 méteres szobor Amszterdamban az Oosterparkban, amit a 2004-ben brutálisan meggyilkolt holland filmrendező, Theo van Gogh emlékére emeltek

Hollandiában az évszázadok során mindig jelentős volt a ki- és bevándorlás. Eleinte a középkorban a kivándorlás dominált. Sajátos módon ma a mintegy 28 millió főt számláló holland etnikum nagyobb része, körülbelül 15 millió holland, külföldön él. Ötmilliónyian az Egyesült Államokban, sokan Kanadában, Franciaországban, Németországban, de egy sor más európai országban és szerte a világon. Magyarországon is szép számmal találhatók holland letelepülők.
A középkor első kivándorlási hulláma 12. században alakult ki, amikor a gyakran pusztító tengeri árvizek okozta földínség és a kor gazdasági viszonyaihoz képesti viszonylagos túlnépesedés elől menekültek hollandok a környező európai országokba, Angliába, Franciaországba, a különböző német tartományokba. Például hollandok csapolták le a mocsarakat és építettek csatornákat Berlinben és környékén.
A 16. században, a gyarmatbirodalom kiépítésekor a holland kereskedők, tengerészek és gyarmatosítók alapították a dél-afrikai Fokvárost, illetve a ma New Yorkként ismert Új-Amszterdamot. Dél-Amerika, Afrika és Ázsia számos pontján hoztak létre elsősorban kereskedelmi jellegű telepeket, gyarmatvárosokat. Például Tajvanon a 21. századig megmaradtak a genetikai nyomai az egykori holland telepeseknek a néha születő világos vagy vörös hajú gyerekek képében. Eredetileg a dél-afrikai búrok is főleg holland származásúak.
A második világháború után a súlyos gazdasági válság miatt az akkori holland kormány is támogatta a kivándorlást. A trend a hatvanas évek elején, a gazdasági fellendülés idején fordult meg.

#### Bevándorlás
Az állandónak mondható jelentős kivándorlás mellett Hollandia a középkortól befogadó országnak is számított, szívesen fogadták az Európa más területeiről vallási vagy politikai okokból elűzötteket, protestánsokat, zsidókat.
Az 1960-as évek gazdasági fellendülése idején vendégmunkásokra lett szükség, ekkoriban elsősorban törökök és marokkóiak érkeztek. A függetlenné váló egykori holland gyarmatok minden polgára jogot kapott az áttelepülésre az anyaországba, így például az 1975-ben önállóvá vált Suriname lakosságának egyharmada, 300 000 ember települt át. A nyolcvanas években a  Holland Antillák lakosságának jó része is követte őket.
Az egykori gyarmatokról érkezettek nagyrészt integrálódtak, azonban a gazdasági fellendülés elmúltával az ezredforduló óta érkezett, többségében muszlim bevándorlókkal egyelőre súlyos gondok vannak. 2004-ben az egész országot megrázta Theo Van Gogh újságíró és filmrendező erőszakos halála. A filmrendezőt nem sokkal azután lőtték le és vágták el a nyakát, hogy bemutatták a holland tévében az Alávetettség című filmjét, amelyben élesen bírálta a nőknek szánt sorsot az iszlám világban.
A 2017-es választásokon a bevándorlás ügye központi kérdés volt. Még az is felmerült, hogy a tömegesen érkezett lengyelek, románok, bolgárok, magyarok miatt fel kellene függeszteni az EU-n belüli szabad munkaerő-áramlást. A mérsékelt pártoknak azonban sikerült visszaszorítaniuk a „deiszlamizációt” követelő, Geert Wilders vezette Szabadságpártot, hogy megígérték a bevándorlási szabályok további szigorítását, és a győztes a jobboldali liberális párt, a Néppárt a Szabadságért és Demokráciáért (VVD) lett.

#### Etnikumok
Hollandia etnikai összetétele meglehetősen változatos. A bevándorlók aránya igen magas, a népesség 11 százaléka született külföldön, és a lakosság ötöde betelepült családból származik. A „nem nyugati” betelepülők adják a lakosság tizedét. Különösen a négy nagyvárosban – Amszterdamban, Rotterdamban, Hágában és Utrechtben sok a bevándorló, itt él a 30%-uk, és az itteni összlakosság 13%-át teszik ki. A népesség növekedéséhez és az etnikai összetétel változásához is nagyban hozzájárulnak a bevándorlók Hollandiában született gyerekei. Minden hatodik (16,4%) Hollandiában született gyermek szülei nem európai származásúak. Például az újszülöttek 3,8%-a volt marokkói származású, míg a 25-34 éves korcsoportban az arányuk 2,26%, a teljes népességben pedig csak 1,9%. Egyes előrejelzések szerint 2050-re az akkori 17 milliós Hollandiában a bevándorlók és utódaik száma eléri az 5 milliót.
| A lakosság háttere, származása a 2010-es évek elején | A lakosság háttere, származása a 2010-es évek elején | A lakosság háttere, származása a 2010-es évek elején |
| Etnikai csoport                                      | Lélekszám                                            | Százalékos arány                                     |
| ---------------------------------------------------- | ---------------------------------------------------- | ---------------------------------------------------- |
| holland                                              | 13 179 900                                           | 80,9%                                                |
| indonéz                                              | 395 800                                              | 2,4%                                                 |
| német                                                | 386 200                                              | 2,4%                                                 |
| török                                                | 357 900                                              | 2,2%                                                 |
| surinami                                             | 328 300                                              | 2,0%                                                 |
| marokkói                                             | 314 700                                              | 1,9%                                                 |
| Holland Antillák / Aruba                             | 129 700                                              | 0,8%                                                 |
| belga                                                | 112 600                                              | 0,7%                                                 |
| brit                                                 | 76 200                                               | 0,5%                                                 |
| jugoszláv                                            | 76 100                                               | 0,5%                                                 |
| kínai                                                | 43 900                                               | 0,3%                                                 |
| volt szovjet                                         | 43 900                                               | 0,3%                                                 |
| iraki                                                | 43 500                                               | 0,3%                                                 |
| lengyel                                              | 39 500                                               | 0,2%                                                 |
| afgán                                                | 36 700                                               | 0,2%                                                 |
| iráni                                                | 28 500                                               | 0,2%                                                 |
| szomáli                                              | 21 700                                               | 0,1%                                                 |
| egyéb nem nyugat-európai                             | 387 100                                              | 2,4%                                                 |
| egyéb nyugat-európai                                 | 291 000                                              | 1,8%                                                 |

Az ország átlagos termékenységi rátája (TFR) 1,73. A bevándorlóknál ez a szám jóval magasabb, mint a helyben születetteknél, de a különbség rohamosan csökken. 1990-ben a marokkóiak rátája 3,35 százalékponttal, 2005-ben már csak 1,19 százalékponttal volt magasabb, mint a helyieké, míg a törökök esetében a különbség gyakorlatilag eltűnt.
| Születés helye | TFR 1990 | TFR 1995 | TFR 2000 | TFR 2005 |
| -------------- | -------- | -------- | -------- | -------- |
| Hollandia      | 1,55     | 1,47     | 1,65     | 1,68     |
| Marokkó        | 4,90     | 3,37     | 3,22     | 2,87     |
| Törökország    | 3,15     | 2,46     | 2,18     | 1,88     |

#### Vallási megoszlás
Vallásfelekezeti megoszlás 2017-ben: római katolikus – 23%, protestáns – 14%, muszlim – 5%, egyéb – 5%, nem vallásos – 50%.

### Szociális rendszer
Hollandia szociális rendszere igen jól szervezett.
Az alacsony jövedelmű családok különböző szociális ellátásokra jogosultak. Ez jelentheti a kedvező díjú bérlakás kiutalását, melyet az önkormányzatok által ellenőrzött lakásszövetkezetek adnak. Az adóhivatalon keresztül mód van továbbá 4 féle támogatást is igényelni: lakbértámogatást, társadalombiztosítási járulékhoz való hozzájárulást, gyermekfelügyeleti díj-támogatást, illetve a gyermeknevelési támogatást. Minden 18 évesnél fiatalabb gyermek után jár a társadalombiztosító által negyedévente fizetett családi pótlék, melynek összege a gyermekek életkorával arányosan emelkedik. A jövedelmi és családi viszonyok függvényében a rászorultak adó-visszaigénylést is kaphatnak.
Az állami intézményekben az általános és középiskola ingyenes 18 éves korig, a tankönyveket is térítésmentesen kapják a diákok, de év végén vissza kell azokat szolgáltatni. 4 éves korig csak fizetős gyermekfelügyeleti intézmények vannak. Az állami könyvtárak is ingyenesek 18 éves korig.
Ezeken felül a rászorultak különféle segélyeket is igényelhetnek az önkormányzatoktól különleges esetekre, mint temetési segély, bicikli vásárlási támogatás, s egyéb váratlan kiadásokra fordítható összegek. A létminimum alatt élők a helyi adók (víz- és szennyvíz-gazdálkodási, valamint kommunálishulladék-kezelési adók) alól is kaphatnak mentességet.
Minden Hollandiában élő embernek betegségbiztosítást kell magára kötnie, melynek havi díja 90 eurótól indul és a biztosítótól, a választott önrésztől és a hozzáadott kiegészítő biztosításoktól függően emelkedik. A gyermekek a szülő biztosításával ingyenesen részesülnek orvosi ellátásban.

## Gazdaság

### Gazdasági adatok
| Év   | GDP (milliárd euro) | GDP per fő (euro) | GDP növekedés (reál) | Infláció | Munkanélküliség | Államadósság (GDP %-ban) |
| ---- | ------------------- | ----------------- | -------------------- | -------- | --------------- | ------------------------ |
| 2012 | 645.2               | 38,506            | −1.0 %               | 2.8 %    | 5.8 %           | 66.3 %                   |
| 2013 | 652.7               | 38,844            | −0.1 %               | 2.6 %    | 7.3 %           | 67.8 %                   |
| 2014 | 663.0               | 39,313            | 1.4 %                | 0.3 %    | 7.4 %           | 68.0 %                   |
| 2015 | 683.5               | 40,353            | 2.0 %                | 0.2 %    | 6.9 %           | 64.6 %                   |
| 2016 | 702.6               | 41,259            | 2.2 %                | 0.1 %    | 6.0 %           | 61.8 %                   |
| 2017 | 737.0               | 43,001            | 2.9 %                | 1.3 %    | 4.9 %           | 56.7 %                   |
| 2018 | 772.7               | 44,950            | 2.5 %                | 2.3 %    | 3.8 %           | 54.4 %                   |

### Mezőgazdaság
A mezőgazdaság a gazdaságok viszonylag kis mérete miatt (átlagosan kb. 20 hektár) Európa legbelterjesebb, egyik legmagasabb színvonalú, tőkeintenzív gazdálkodásával párosul, amelyben a 19. század vége óta az állattenyésztésé a főszerep (szarvasmarha, sertés, baromfi). 
Az óceáni éghajlatnak köszönhetően jelentős a takarmánytermesztése. Jelentős a virág- és zöldségtermesztése. A vágott virágok (tulipán, jácint, nárcisz stb.) és a primőráruk (paradicsom, paprika, uborka, saláta stb.) nagy része földgázfűtésű üvegházakból kerül a külföldi piacra. A 21. század elején az állattenyésztés 55%-kal, a kertgazdálkodás 35%-kal, a szántóföldi művelés 10%-kal részesült a mezőgazdasági termelésből.

### Bányászat, ipar
A jelentős földgázvagyon feldolgozására vegyipar, valamint timföldgyártás épült. Az országban található kevés ásványkincs miatt gyárai főleg külföldi nyersanyagokat dolgoznak fel. Emiatt a jelentősebb kikötők mentén (Rotterdam, Amszterdam) települtek az ipari üzemek. Legfontosabb iparágai a hajógyártás, a vaskohászat, a gépgyártás, a gyógyszergyártás, a kőolaj-finomítás, a vegyipar, valamint az elektrotechnikai ipar. A gépgyártáson belül a vízépítési munkálatokhoz szükséges gépek, szivattyúk és a kikötőforgalommal kapcsolatos berendezések (daruk, rakodógépek, hajók) gyártása mellett kiemelkedő a járműipar (repülőgépipar: Amszterdam; gépjármű és alkatrészek: Eindhoven, Born, Amersfoort; vasúti járművek: Tilburg, Utrecht), valamint az élelmiszeripari és mezőgazdasági gépek előállítása.
A leggyorsabb fejlődést az elektronikai ipar mutatja (Eindhoven, Nijmegen, 's-Hertogenbosch). A valaha kiemelkedő textilipar hanyatlóban van. Az amszterdami gyémántcsiszolás a II. világháború óta elvesztette korábbi monopolhelyzetét.

### Külkereskedelem
- Exportcikkek: gépek és berendezések, közszükségleti cikkek, üzemanyag, iparcikkek, élelmiszerek.
- Importtermékek: gépek és berendezések, járművek, vegyszerek, kőolaj, élelmiszerek, textíliák.

Főbb kereskedelmi partnerek 2017-ben :
- Kivitel:  Németország 24,2%,  Belgium 10,7%, Egyesült Királyság 8,8%, Franciaország 8,8%, Olaszország 4,2%
- Behozatal:  Kína 16,4%,  Németország 15,3%, Belgium 8,5%, Egyesült Államok 6,9%, Egyesült Királyság 5,1%, Oroszország 4,3%

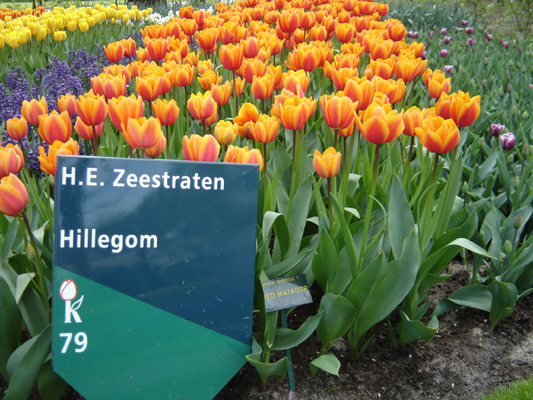
Holland tulipán
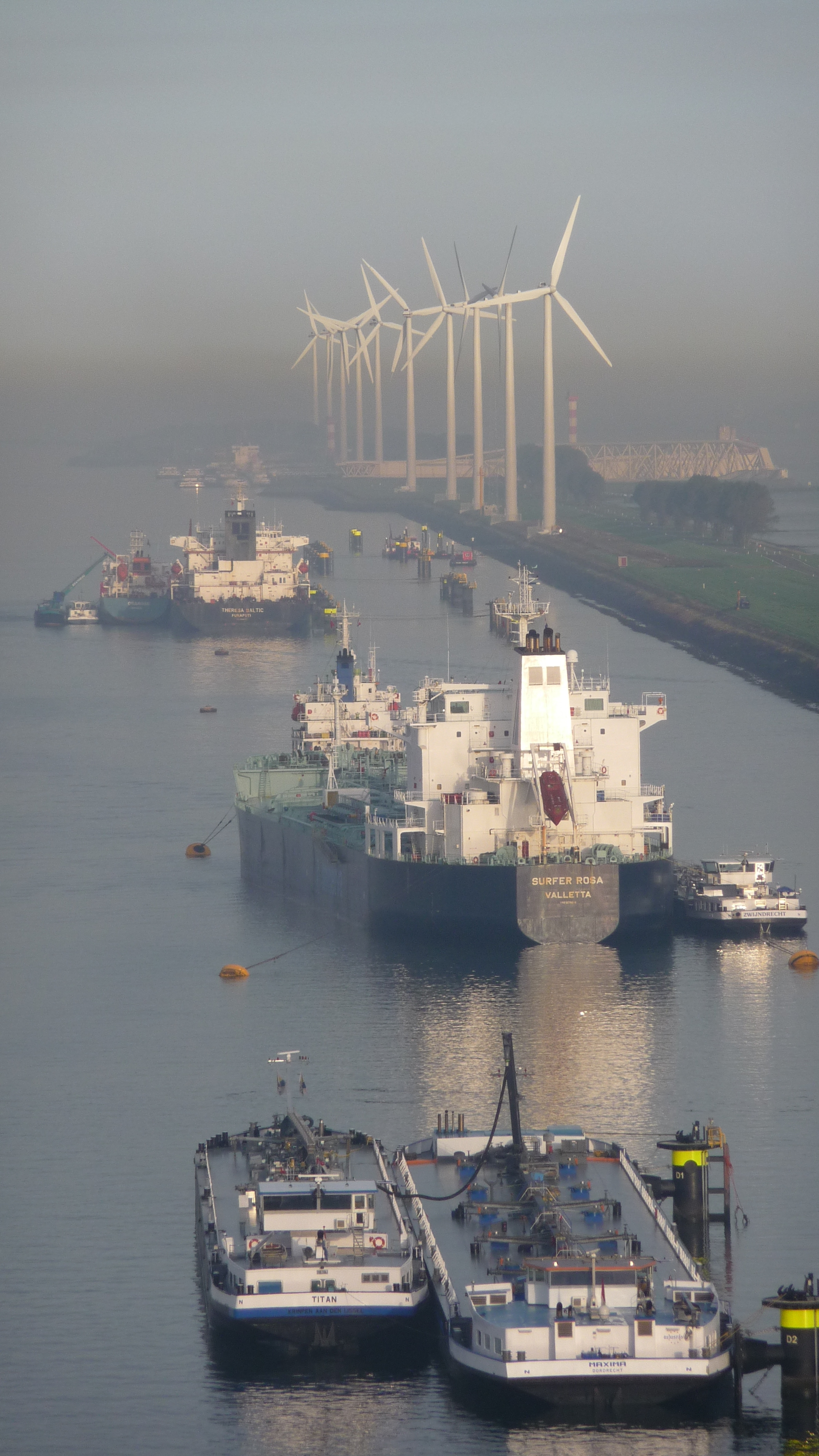
Hajók horgonyoznak Maeslantkeringnél
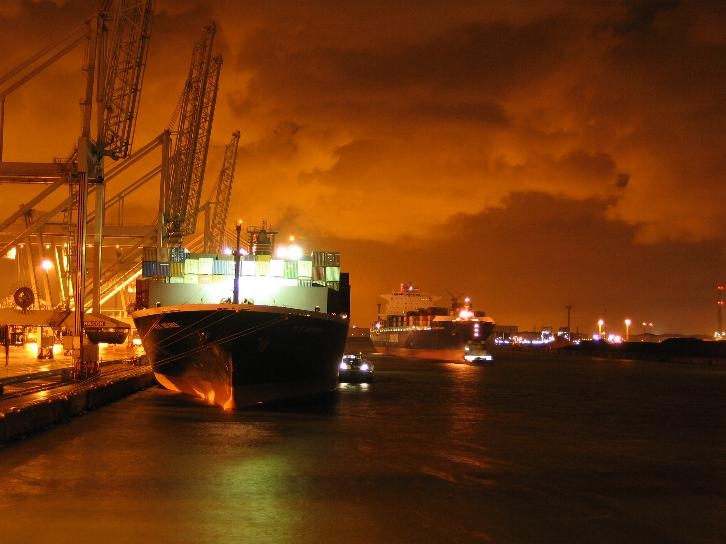
Rotterdam kikötője
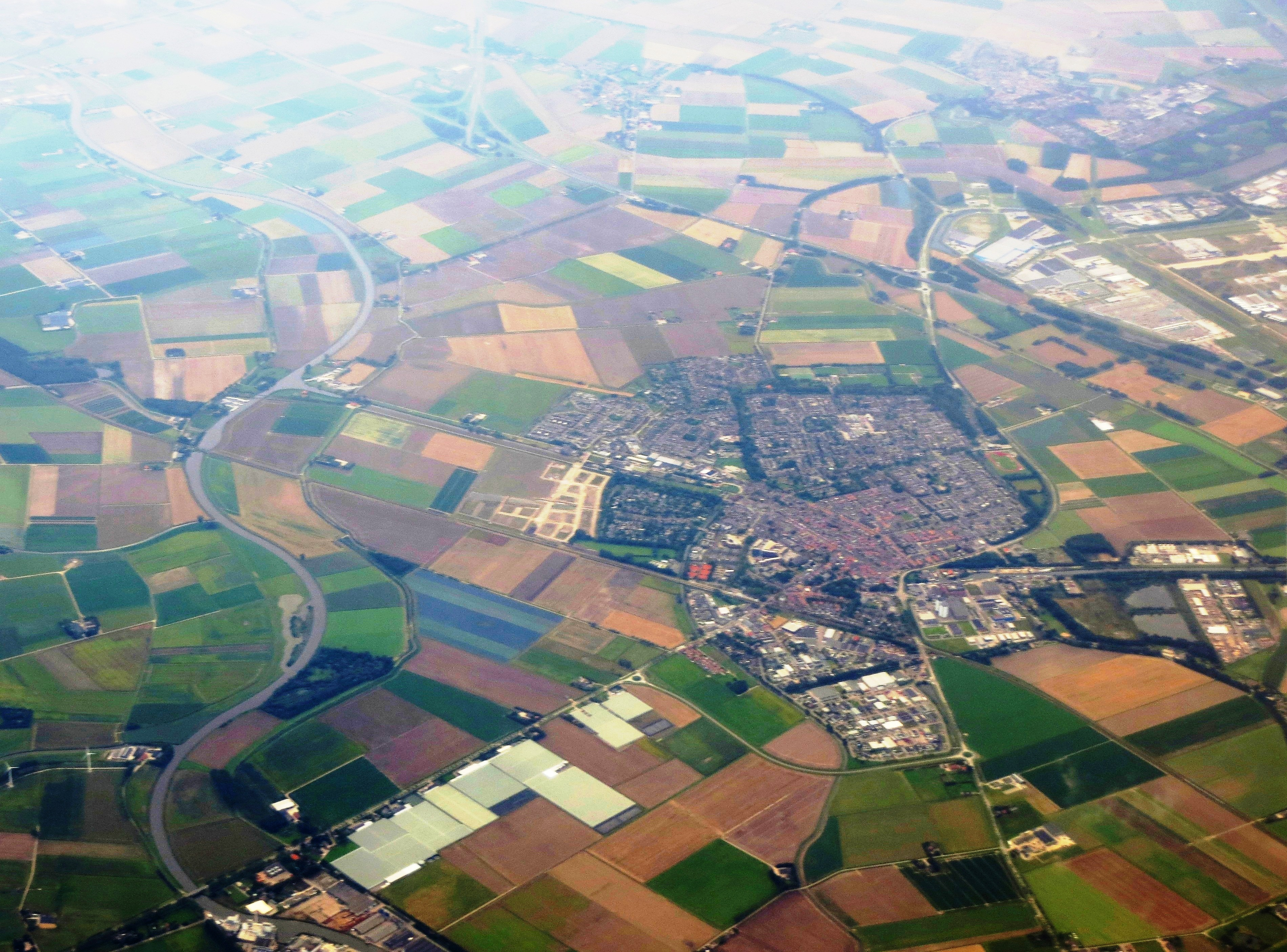
Tájkép a magasból, Zevenbergen
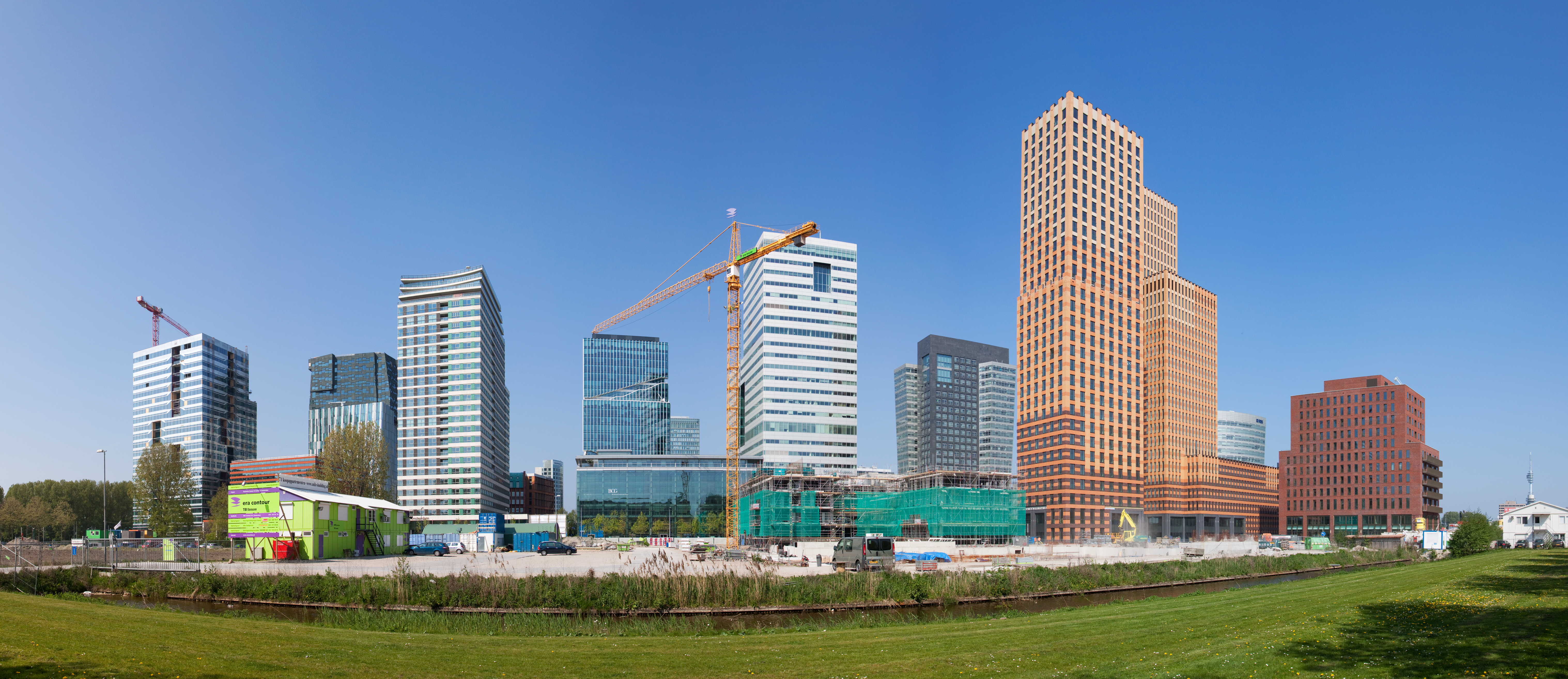
Zuidas, Amszterdam egyik üzleti negyede

## Közlekedés

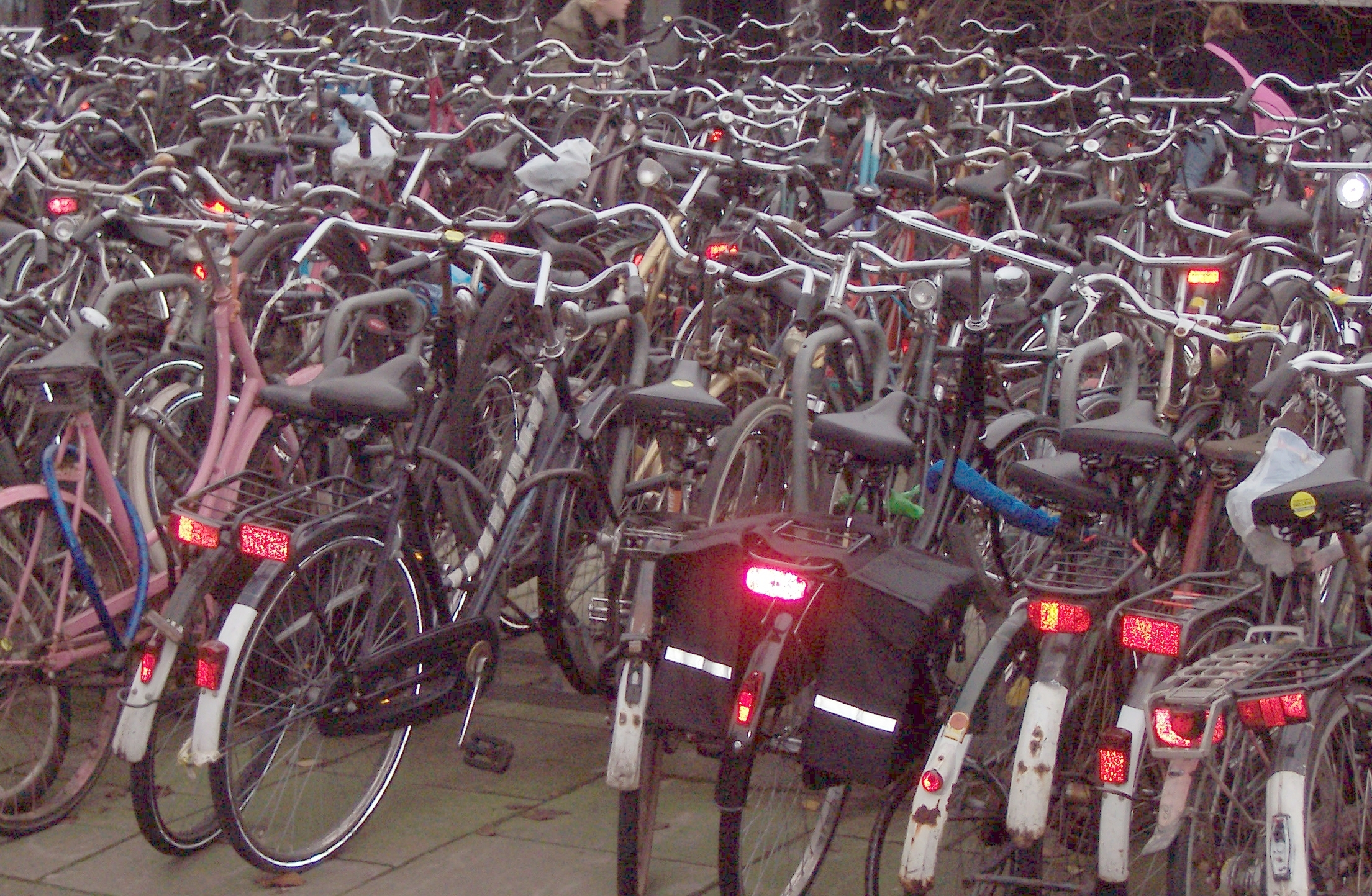
A kerékpár az egyik legfontosabb közlekedési eszköz az országban

Közlekedési hálózata fejlett, jelentős a vízi és közúti közlekedés.

### Közút
- Közúthálózat hossza: 116 500 km. [mikor?]

### Vízi
- Főbb kikötők: Rotterdam (Europort), Amszterdam. Ezenkívül tíz kisebb kikötő van még.

### Légi
- Főbb repülőterek: Amszterdam, Rotterdam, Eindhoven, Maastricht. Ezenkívül még 17 kisebb repülőtér van.

### Vasúti
Metró található Amszterdamban, Rotterdamban; villamos pedig szintén Amszterdamban és Rotterdamban, továbbá Hágában és Utrechtben.

## Telekommunikáció
| Hívójel prefix | PA-PI |
| ITU zóna       | 27    |
| CQ zóna        | 14    |

## Kultúra
Hollandia kultúrája sokszínű, tükrözve a regionális különbségeket, valamint az idegen befolyásokat. A 17. században, a "holland aranykor" néven ismert időszakban, az ország kulturális befolyásának a csúcspontján a leghíresebb holland személyek: Christiaan Huygens, Baruch Spinoza, Rembrandt, Jan Vermeer és Frans Hals.
Az ország ismert a szélmalmairól, a tulipánokról, a facipőkről és a delfti fajanszról is.

## Sport

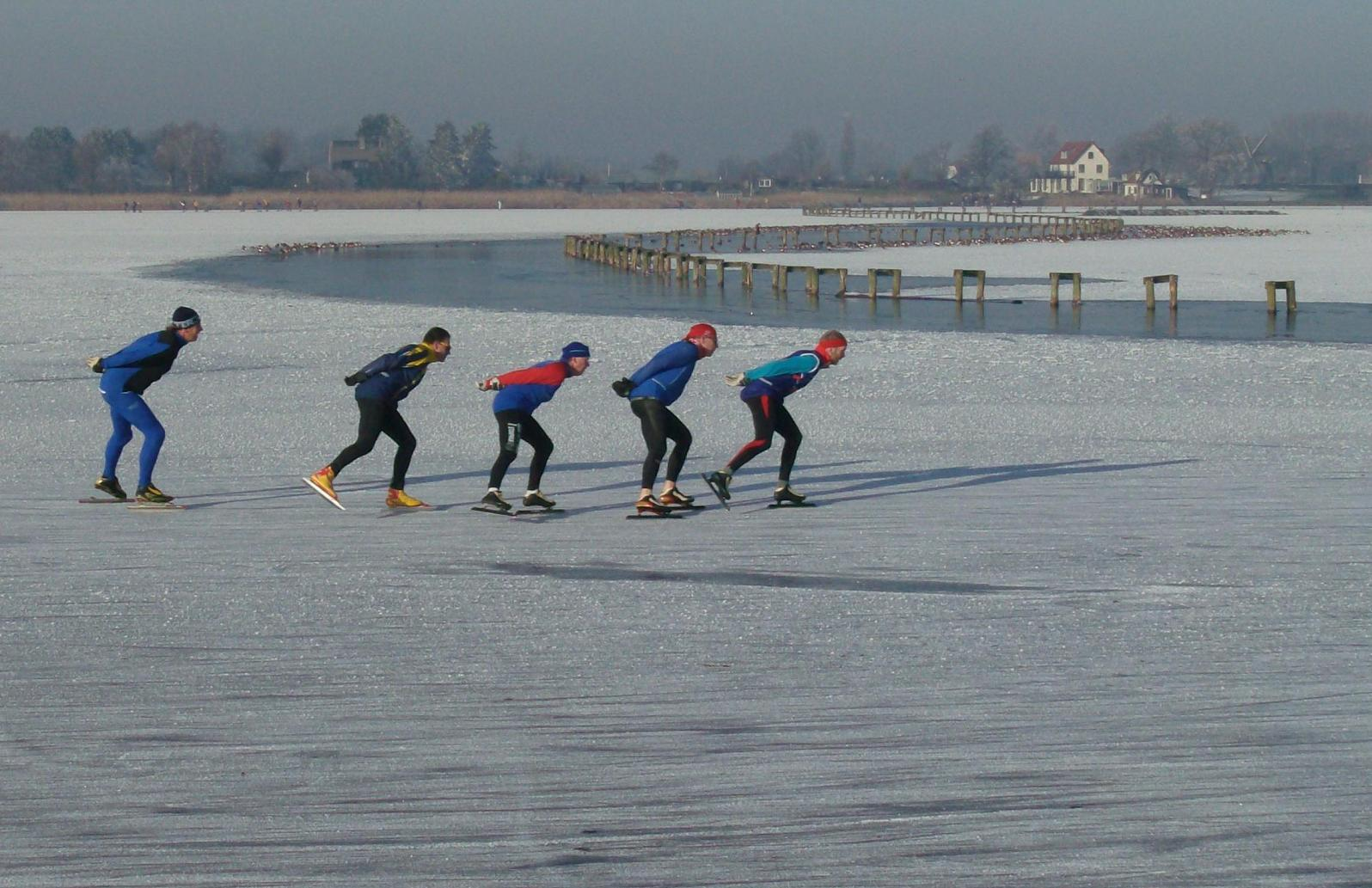
A korcsolyázás népszerű sportág az országban

### Olimpia
1928-ban Amszterdamban rendezték a nyári játékokat. Az ország eddig 100 aranyérmet szerzett az olimpiák során. A nyári játékokon az úszás, a téli játékokon pedig a gyorskorcsolya a legeredményesebb sportág. A Holland labdarúgó-válogatott 1908-ban, 1912-ben és 1920-ban bronzérmes lett.
- Bővebben: Hollandia az olimpiai játékokon

### Labdarúgás
- Világbajnokság:
  - Ezüstérem: 1974, 1978, 2010
  - Bronzérem: 2014
- Európa-bajnokság:
  - Aranyérem: 1988
- Bővebben: Holland labdarúgó-válogatott
- Bővebben: Holland labdarúgó-bajnokság (első osztály)

### Darts
Hollandiában rendkívül népszerű a darts, a nemzetek között a második legeredményesebb az egyéni világbajnoki címek tekintetében (összesen 8 világbajnoki cím), a csapat-világbajnokságot kétszer nyerték meg (2010, 2014). Gyakran rendeznek Hollandiában nemzetközi versenyeket is. Legjobb versenyzőik közé tartozik Michael van Gerwen és Raymond van Barneveld.

### Rubik kocka
A Rubik-kockában az „egyszeri” idő kategóriájában Erik Akkersdijk holland fiatalember tartja a rekordot.

### Formula–1
Jelenleg holland színekben versenyző pilóta Max Verstappen, a Red Bull csapatát erősíti (2021-es, 2022-es és a 2023-as és a 2024-es szezonban is világbajnoki címet nyert). 2023-tól Nyck de Vries, a Red Bull testvércsapatához, az AlphaTauri istállójához csatlakozik. Nyck de Vries még a 2023-as szezon közben otthagyta a Formula–1-et. Jelenleg a Formula–E-ben versenyzik.
Formula- 2
Richard Verschoor jelenleg a holland Mp Motorsport csapatnál versenyzik, eddigi 4 futam győzelemmel és 1 pole pozícióval.

## Ünnepek
Hollandiának egyik jelentős ünnepe a Prinsjesdag, azaz a parlamenti ülésszak ünnepélyes nyitónapja, melyet a hollandok szeptember harmadik keddjén ünnepelnek. Az uralkodó ekkor trónbeszédet tart a kormány elképzeléseiről. Náluk a Mikulásnak (Sinterklaas, röviden: Sint) nagyobb a szerepe mint nálunk, főleg, hogy a mikulást majdnem akkora, vagy nagyobb ünnepnek tartják mint a Karácsonyt. Mivel a hollandok a középkorban keverték Spanyolországot és Itáliát, ezért az ő mikulásuk a mai napig Spanyolországból jön egy gőzhajón, az ő fekete szolgáival, a Fekete Péterekkel (hollandul Zwarte Piet). Az ajándékokat ugyan a kéményen keresztül kézbesíti, de a háztetőkön gyönyörű fehér lovával szökdell, ezért szokás a cipőbe (v. fapapucsba) egy kis répát tenni a lónak.
Egyéb ünnepek és munkaszüneti napok Hollandiában:
- Január 1.: Újév napja (Nieuwjaarsdag)
- Január 30.: a Függetlenség Napja (Hollandia Spanyolországtól való függetlenségének elismerése, nem hivatalos munkaszüneti nap)
- Nagypéntek: (Goede vrijdag)
- Húsvétvasárnap (Eerste paasdag)
- Húsvéthétfő (Tweede paasdag)
- Április 30.: a Királynők Napja (Koninginnedag): Julianna királynő születésnapja (1909), egyben Beatrix királynő trónra lépésének napja (1980), Hollandia nemzeti ünnepe
- Május 4.: az Emlékezés Napja (Herdenkingsdag)
- Május 5.: a Felszabadulás Ünnepe (Nationale Bevrijdingsdag), a II. világháború lezárásának napja Hollandiában
- Jézus Mennybemenetelének Ünnepe (Hemelvaartsdag, Áldozócsütörtök)
- Pünkösdvasárnap (Eerste pinksterdag)
- Pünkösdhétfő (Tweede pinksterdag)
- A Herceg napja (Prinsjesdag) 3. kedd szeptemberben
- December 5.: Sinterklaas (Szent Miklós ünnepének estéje ; nem hivatalos munkaszüneti nap, lásd részletesebben fent, a leíró részben!)
- December 15.: a Királyság Napja (Koninkrijksdag, nem hivatalos munkaszüneti nap)
- December 25.: Karácsony (Eerste kerstdag)
- December 26.: Karácsony másnapja (Tweede kerstdag)

## Érdekesség
Belgium és Hollandia között a föld alatt máshol húzódik a határ, mint a felszínen, ugyanis a két állam 1950-ben megegyezett abban, hogy a szénbányákat ne vágja ketté a határ.